# Palais royal de Bruxelles
Pour les articles homonymes, voir Palais royal.
Le palais royal de Bruxelles (en néerlandais : Koninklijk Paleis van Brussel; en allemand : Königspalast von Brüssel) est le lieu de travail et de réception du roi des Belges, située au cœur de la capitale belge. Il abrite notamment les services de la Maison du Roi, rassemblant les équipes de collaborateurs du souverain nécessaires à l'exercice de ses fonctions, mais sert aussi de lieu de réception pour les réceptions d'ambassadeurs et d'invités de marque, ainsi que pour les autres festivités ou activités de la monarchie (audiences, concerts, remises de prix, tables rondes).
La construction du bâtiment s'étend de la période autrichienne jusqu'au règne d'Albert Ier en 1934. L'intérieur est le plus souvent décoré de style néo-Louis XVI, mais certaines pièces ont conservé le décor autrichien ou néerlandais conçu aux époques antérieures.
Le palais royal appartient non pas au souverain, mais à l'État belge qui le met à la disposition du roi.
Situé devant le parc de Bruxelles, le palais fait face au palais de la Nation et fait symboliquement coïncider les deux acteurs majeurs de la monarchie constitutionnelle belge : le Parlement et le roi.

## Historique

### Ancien palais du Coudenberg
Depuis l'incendie du palais du Coudenberg dans la nuit du 3 février 1731, la ville de Bruxelles ne disposait plus de demeure véritablement royale. Tandis que les dirigeants se réfugient dans le palais de Nassau, plusieurs projets de reconstruction sont envisagés mais aucun entrepris à cause du manque d'argent des pouvoirs publics. Finalement, Charles Alexandre de Lorraine décida de raser les restes de la Cour brûlée à partir de 1774 et d'y faire installer la nouvelle place Royale.

### Hôtels particuliers autrichiens
Durant la fin du XVIIIe, de nombreux hôtels particuliers sont construits à Bruxelles. Entre 1776 et 1777, le négociant Philippe de Proft se fait construire l'Hôtel de Belle-vue (aujourd'hui le musée BELvue) à l'extrémité ouest de la rue du même nom. Le propriétaire désirait avoir un hôtel de luxe dédié aux voyageurs prestigieux.
Entre 1783 et 1784, trois nouveaux hôtels sont construits aux frais de diverses abbayes par Louis Montoyer dans la continuation de la rue de Belle-vue. À l'extrémité est, on fait construire un hôtel particulier qui sera loué dès 1786 par le vicomte Édouard de Walckiers. Devenu l'Hôtel de la Liste civile, on nomme encore parfois ce bâtiment "ancien Hôtel Walckiers".
Au centre de la rue de Belle-vue, au croisement de la rue Héraldique, deux bâtiments se font face. Sur le pendant Est se trouve l'Hôtel Belgiojoso (du nom du comte Louis de Barbiano et Belgiojoso, ministre plénipotentiaire d'Autriche), et sur le pendant Ouest se situe l'hôtel Bender (du nom du baron Blaise Colomban de Bender, commandant militaire des troupes autrichiennes).
Durant l'occupation française, l'Hôtel Bender devient le logement du commandant de la 24e division militaire et l'Hôtel Belgiojoso devient la préfecture. Ce dernier accueillera d'ailleurs le premier consul Bonaparte lors de sa visite à Bruxelles en 1803.

### Palais de GuillaumeIer
En 1814, lors du congrès de Vienne, il est décidé que les provinces belges seront données à la maison d'Orange-Nassau pour former avec les provinces néerlandaises un nouvel État destiné à surveiller la France vaincue : le Royaume des Belgiques, souvent nommé royaume uni des Pays-Bas. Cet État avait deux capitales, à savoir La Haye et Bruxelles. Par le même coup, Bruxelles devient une capitale royale sans avoir aucun palais digne de ce nom.
Pour remédier à ce problème, Guillaume Ier lance en 1816 un concours d'architecture pour aménager un nouveau palais à la place des Hôtels Belgiojoso et Bender. Toutefois, par souci d'économie, le roi demande finalement à son architecte Ghislain-Joseph Henry de trouver une solution pour relier les deux bâtiments. L'idée est alors trouvée de faire enjamber la rue Héraldique par une galerie d'étage abritant la Salle du trône et de rénover la façade de l'Hôtel Bender pour le faire un peu plus ressembler à son pendant. Cependant, au vu du peu de moyen alloué et de la différence de niveau entre les deux constructions (environ 2,40 mètres), le bâtiment réalisé par Charles Vander Straeten et Tilman-François Suys se révèle très peu esthétique. Les travaux se terminent finalement vers 1829, laissant à peine le temps à Guilaume Ier de s'installer.

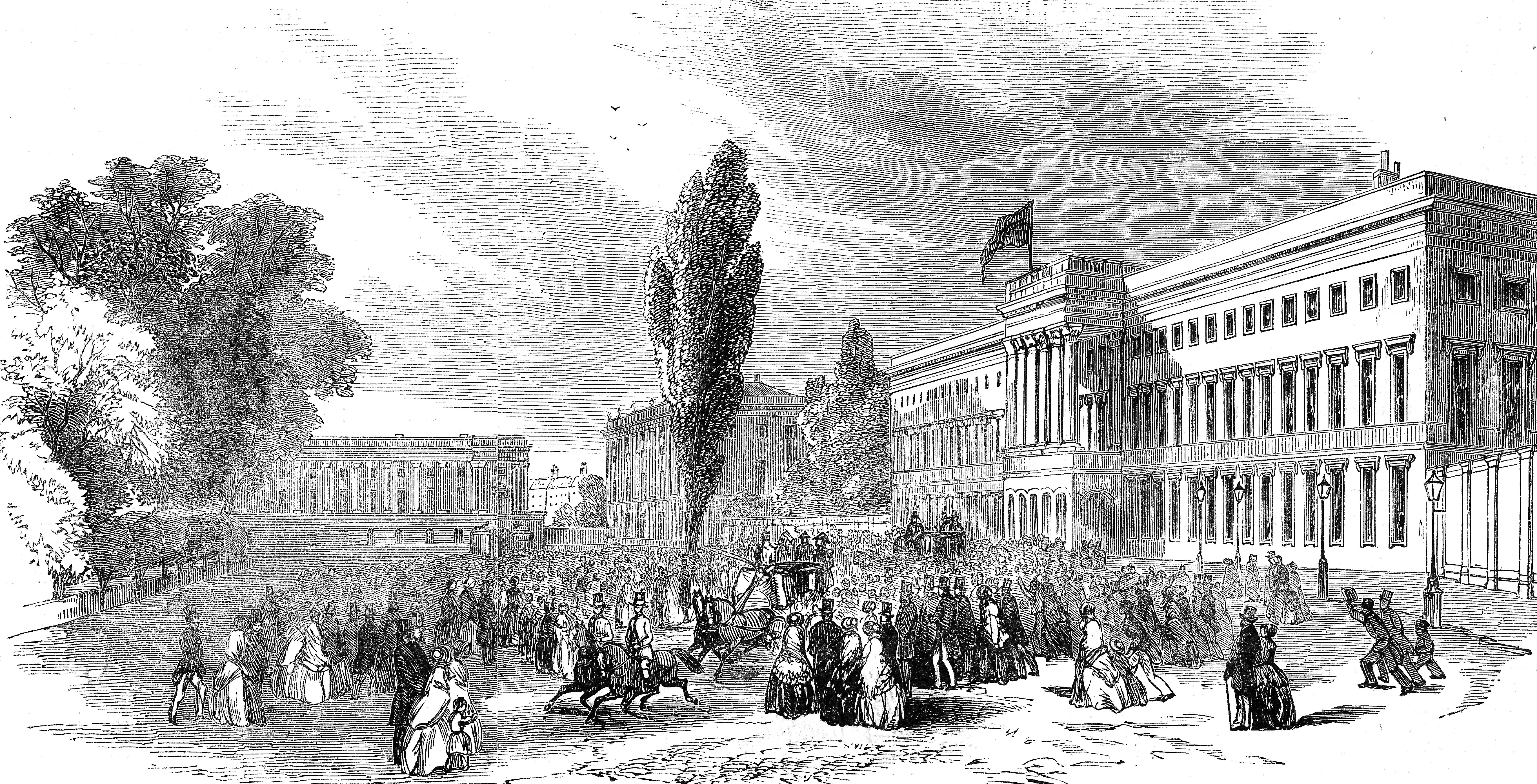
Vue sur le palais royal en 1852.

En 1827, la rue de Belle-vue change de nom pour devenir la place des Palais. Le pluriel a été préféré, car le prince d'Orange, fils aîné et héritier de Guillaume Ier se faisait alors construire un autre palais à l'angle de la place (il s'agit aujourd'hui du palais des Académies).
À son arrivée en Belgique, le roi Léopold Ier peut disposer du palais, ainsi que du château de Laeken. Il changera peu au cours de son règne, à l'exception d'un agrandissement de l'aile gauche pour y aménager des appartements pour le jeune duc de brabant.

### Palais de Léopold II
Désirant avoir un palais digne de son rang royal, Léopold II va inaugurer ses projets urbanistiques par de nombreuses modifications du palais de Bruxelles. En plus de très grands changements dans la décoration et l'aménagement des salles par Alphonse Balat, le roi désire aussi rénover totalement l'ancienne façade totalement décrépie. Ce seront les plans de l'architecte Henri Maquet qui seront retenus et mis en œuvre et terminé après sa mort par son élève Octave Flanneau.
En 1852, on décide de racheter l'ancien Hôtel Walckiers pour y installer les services de la Liste civile. En 1902, on décide de même du rachat de l'Hôtel Belle-vue à la demande de Léopold II pour l'inclure dans le palais royal et servir de résidence à la princesse Clémentine. Les maisons situées entre les différents bâtiments sont détruites et laissent place à deux galeries courbes symétriques qui élargissent considérablement la longueur du bâtiment. On fait aussi combler une grande-partie des bas-fonds situés devant le palais, afin d'augmenter l'espace devant sa façade.

## Intérieur
La liste qui va suivre ne se veut pas exhaustive et se concentre sur les salles d'apparat du palais.

### Escalier d'honneur

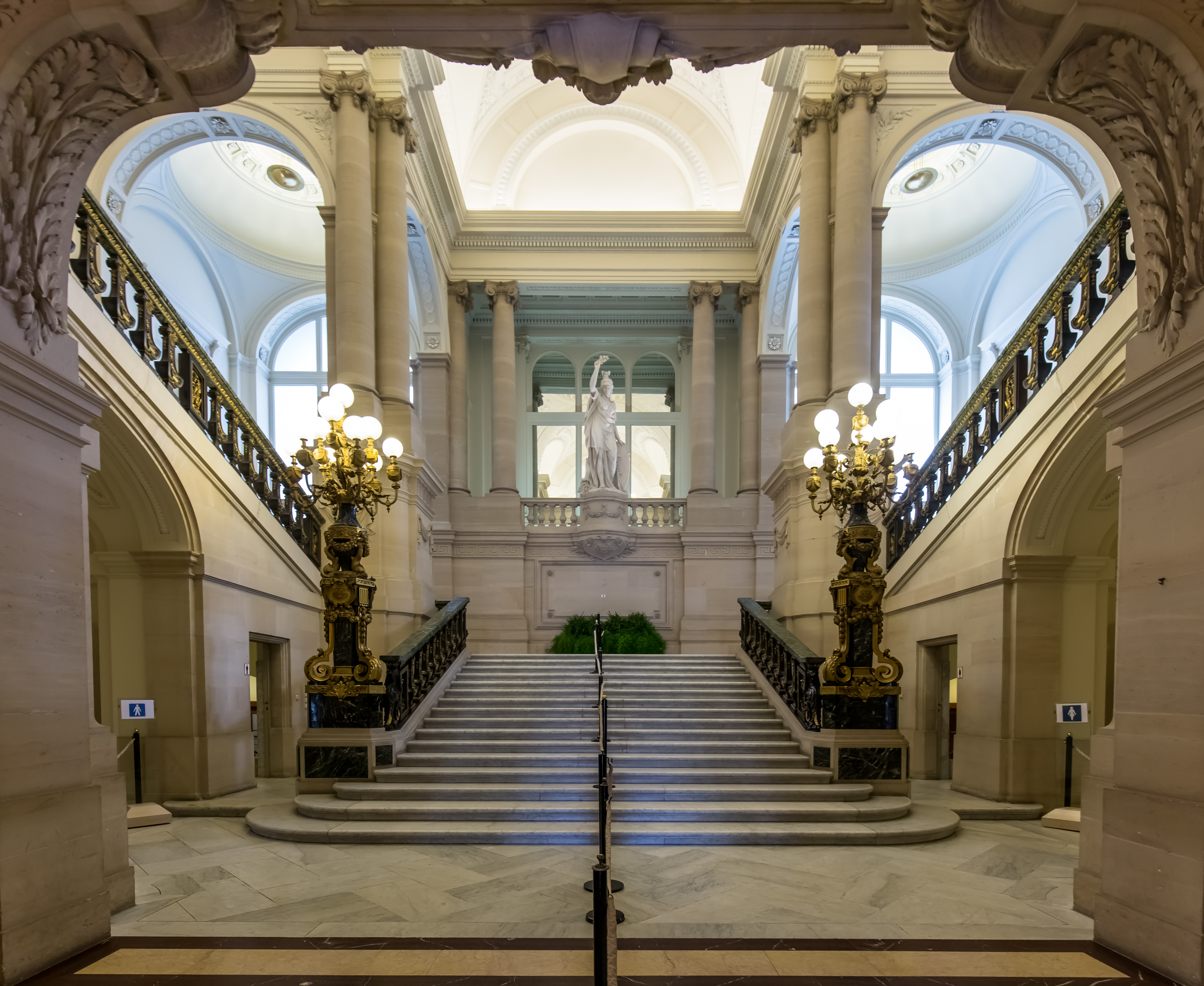
Escalier d'honneur.

Situé à l'emplacement de l'ancienne rue Héraldique, l'Escalier d'honneur a été conçu par Alphonse Balat en 1868 et 1872. En face de la volée centrale, dans une fausse loggia, domine une statue de la Paix sous le traits de Minerve réalisée par Charles-Auguste Fraikin en 1877. les marches sont faites de marbre blanc et les rampes de marbe vert relevé de décor en bronze.
L'accès à cet escalier se fait via un vestibule abritant les bustes de quelques rois et reines des Belges. Deux portraits en pied des souverains actuels encadrent la porte. On trouve aussi dans ces espaces deux candélabres en bronze reprenant les formes de l'Esclave mourant et de l'Esclave rebelle de Michel-Ange, ainsi que deux statues égyptiennes de la déesse Sekhmet probablement ramenée par le jeune duc de Brabant lors de ses voyages en Orient.

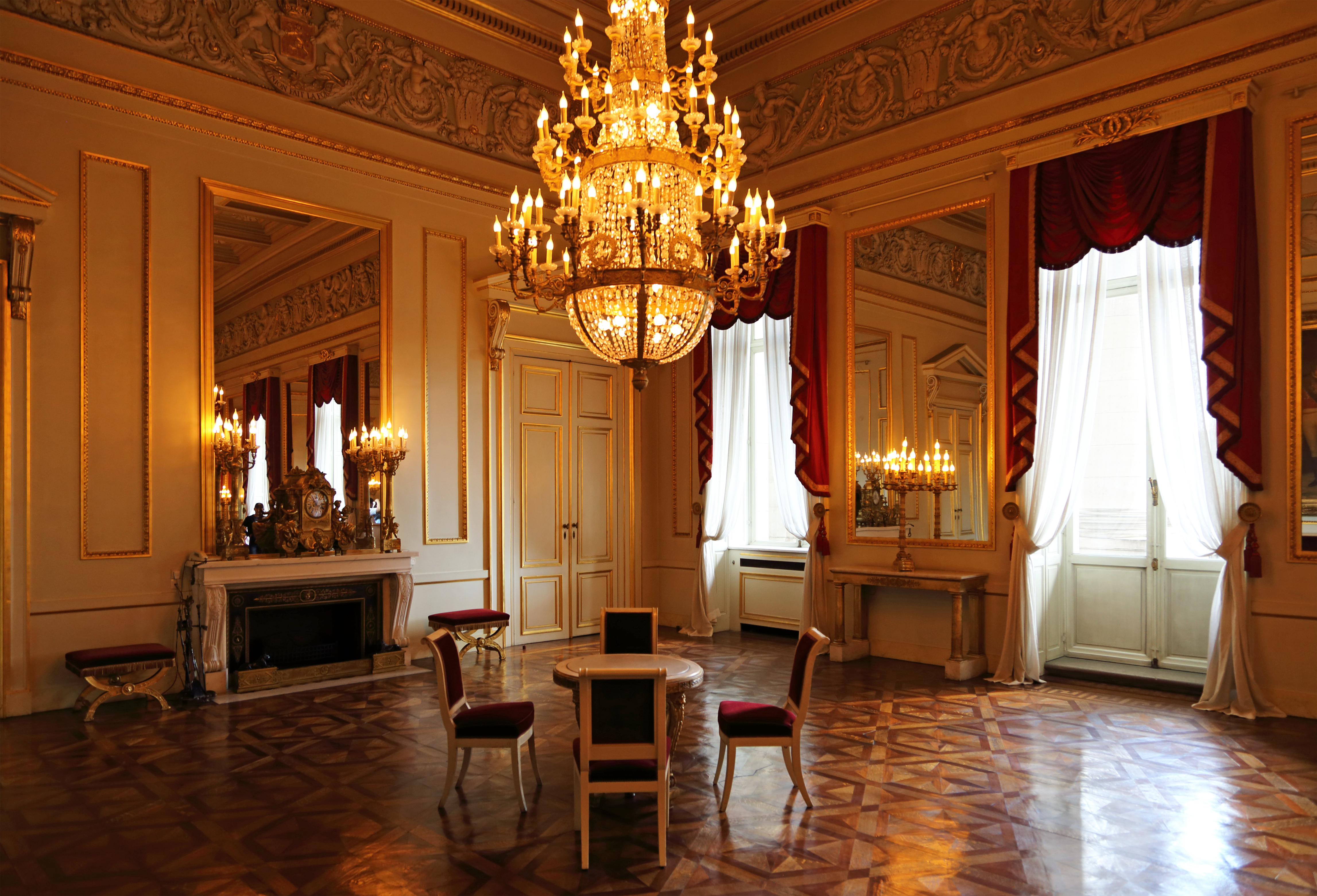
Grande Antichambre.

### Grande Antichambre

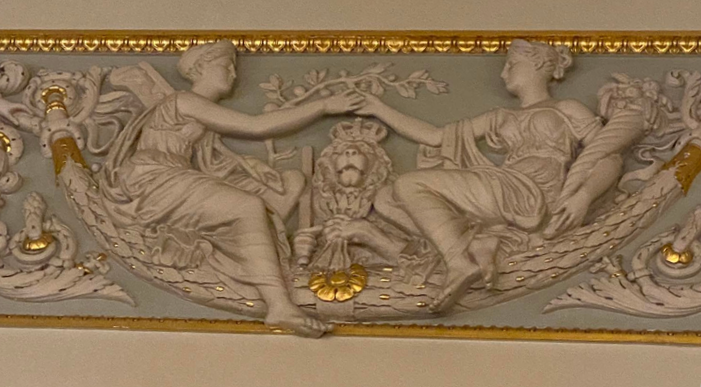
Représentation de l'union des provinces néerlandais et belges sur la frise de la Grande Antichambre.

Cette salle servait sous Guillaume Ier de Salle du trône. Sa décoration est donc chargée de nombreux symboles politiques relatifs au royaume uni des Pays-Bas. Réalisée par François Rude et Jean-Louis van Geel vers 1826, la frise faisant tout le pourtour de la salle représente ainsi les quatre activités économiques principales du pays (commerce, navigation, industrie et agriculture) et les quatre vertus d'une bonne gouvernances (abondance, prudence, force armée, paix). La frise fut retravaillée sous Léopold II pour y inclure son chiffre et les armes de la Belgique.
Au-dessus de la porte donnant sur l'escalier d'honneur, un bas-relief représente deux figures féminines se tenant la main au-dessus d'un lion couronné et tenant une épée et un faisceau de flèches. Il s'agit d'une représentantion de l'union des provinces du Nord (tenant un gouvernail) et des provinces du Sud (tenant une corne d'abondance) sous l'égide de la maison d'Orange-Nassau (représentée par le lion). Il s'agit donc du dernier véritable symbole néerlandais présent dans le palais, car le lion est toujours celui représenté sur les armoiries des Pays-Bas.
On trouve aussi dans cette salle deux peintures de George Dawe représentant le jeune prince Léopold de Saxe-Cobourg-Gotha et la princesse Charlotte de Galles au temps de leur mariage.

### Salle des glaces

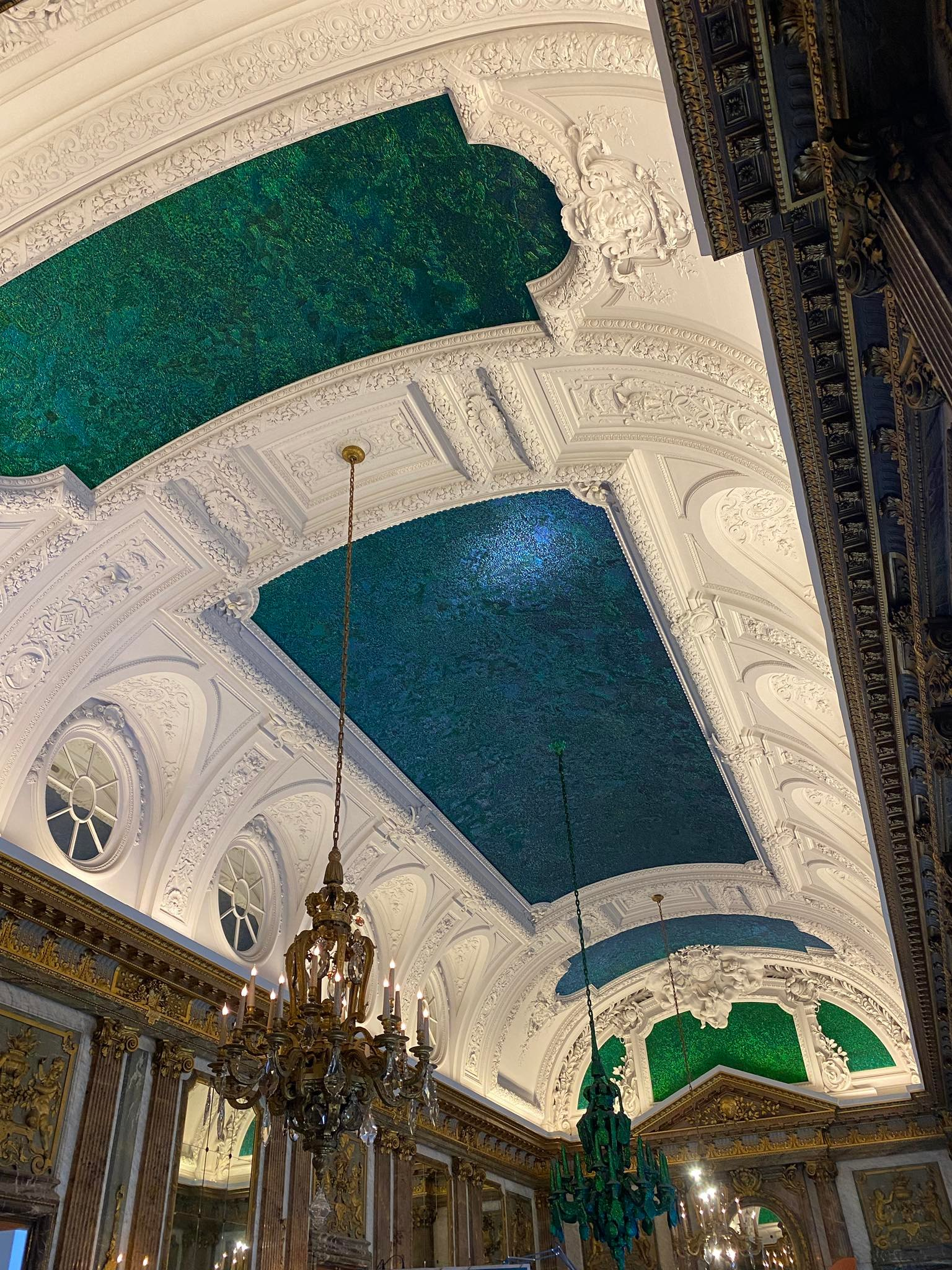
Heaven of Delight.

Demandée par Léopold II à Henri Maquet comme un hommage à la colonie du Congo, la Salle des glaces contient beaucoup d'éléments rappelant sa vocation première : décors végétaux exotiques, figures de lions, appliques de cuivre (et non de dorure, le Congo étant très riche en mines de cuivre) et surtout globes terrestres figurant l'Afrique dans les frontons au-dessus des cheminées. L'architecte et le roi étant mort à quelques mois d'intervalles, Albert Ier décida de ne pas poursuivre les plans de son oncle et de faire installer des miroirs entre les colonnes en lieu et place des peintures allégoriques initialement prévues.
À cette époque, le plafond en berceau reste inachevé et seulement recouvert d'une couche de stuc. Ce n'est qu'en 2004 que, à la demande de la reine Paola, que l'artiste Jan Fabre y installe une œuvre nommé Heaven of Delight constituée de plus d'un million d'élytres de scarabée afin de refléter la lumière avec une teinte vert métallique. Malgré la condamnation de l'artiste pour faits de mœurs, le palais a décidé de conserver sa création.
La salle sert principalement aujourd'hui à la réception des lettres de créance des ambassadeurs en postes à Bruxelles.

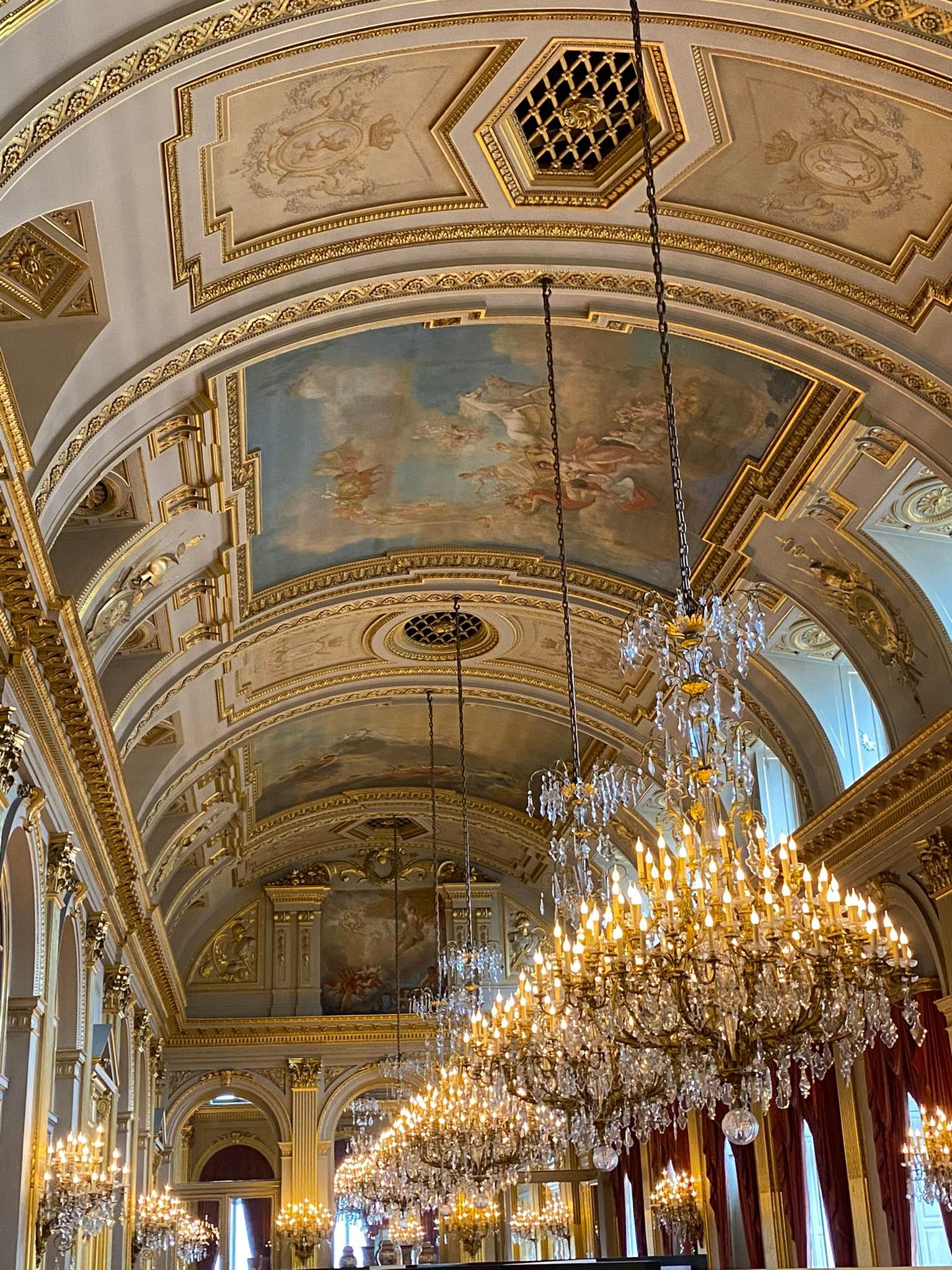
La Grande Galerie.

### Grande Galerie
Longue de 41 mètres, la Grande Galerie relie le Salon Carré à la Salle du Trône tout en longeant la Cour du Brabant. Elle devait initialement comprendre une galerie de portraits des dirigeants historiques de la Belgique, mais cette idée ne fut jamais réalisée. Sa décoration actuelle, de style néo-Louis XVI assez sobre de stuc blanc et de pilastres corinthiens relevés d'or, est agrémentée par des peintures allégoriques de Charles-Léon Cardon reprenant voire copiant à la demande de Léopold II des œuvres de Charles Le Brun ou de Louis-Jacques Durameau : L'Aube, Le Jour et Le Crépuscule sont complétés par L'Aurore se trouvant sur l'un des murs centraux.
Cette galerie, idéale de par son longueur et de par la possibilité d'abriter un orchestre sur un balcon surélevé, reçoit souvent des réceptions : ainsi en est-il du dîner donner en l'honneur du duc d'Édimbourg en 1958, du bal donné la veille du mariage du roi Baudouin ou de la réception qui suivit le mariage du prince Philippe avec Mathilde d'Udekem d'Acoz en décembre 1999.

### Salle de marbre
Construite par Balat dans l'aile Ouest du palais, la salle doit son nom à ses lambris et à ses cheminées de mabre vert, rose et noir. Aux murs, deux portraits de Louis Gallait représentent Godefroy de Bouillon et Charles Quint. L'espace servait principalement de salle à manger, comme lors du mariage de la princesse Louise avec Philippe de Saxe-Cobourg-Gotha, et disposait pour cela d'un office et d'un monte-charge incrusté derrière des portes.

### Salle du Trône

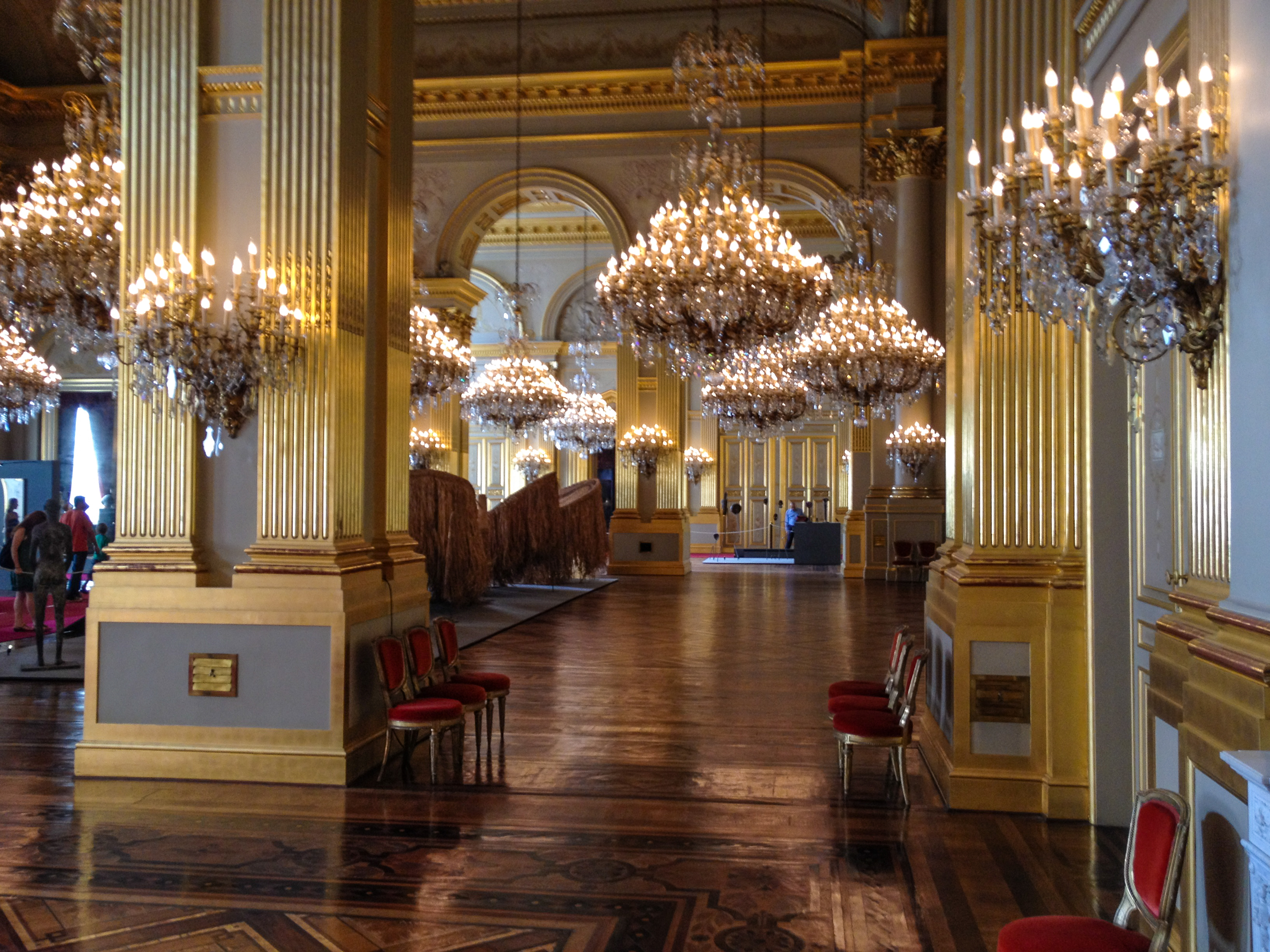
La Salle du Trône.

Malgré son nom, cette salle n'abrite aucun trône car le roi des Belges n'en possède tout simplement pas (au même titre qu'une couronne).
La Salle du Trône est divisée en trois espaces séparés par des arcades cintrées supportées par des piliers corinthiens. Le décor de style néo-Louis XVI correspond à la volonté de Léopold II, dont le monogramme est inscrit dans le parquet en chêne, érable, acajou et ébène. C'est la reine Élisabeth qui fit installer les tentures en velours et soie rouge.
Les espaces extérieurs sont décorés chacun décoré d'un grand bas-relief allégorique de la Meuse et de l'Escaut, œuvres du sculpteur Thomas Vinçotte. Le pourtour de l'espace central est quant à lui décoré de figures féminines attribuées à Auguste Rodin qui représentent les provinces belges et leurs activités principales. Seule la province de Brabant (unitaire à l'époque de la réalisation de la frise) n'est pas représenté car le palais est déjà construit sur le territoire brabançon.

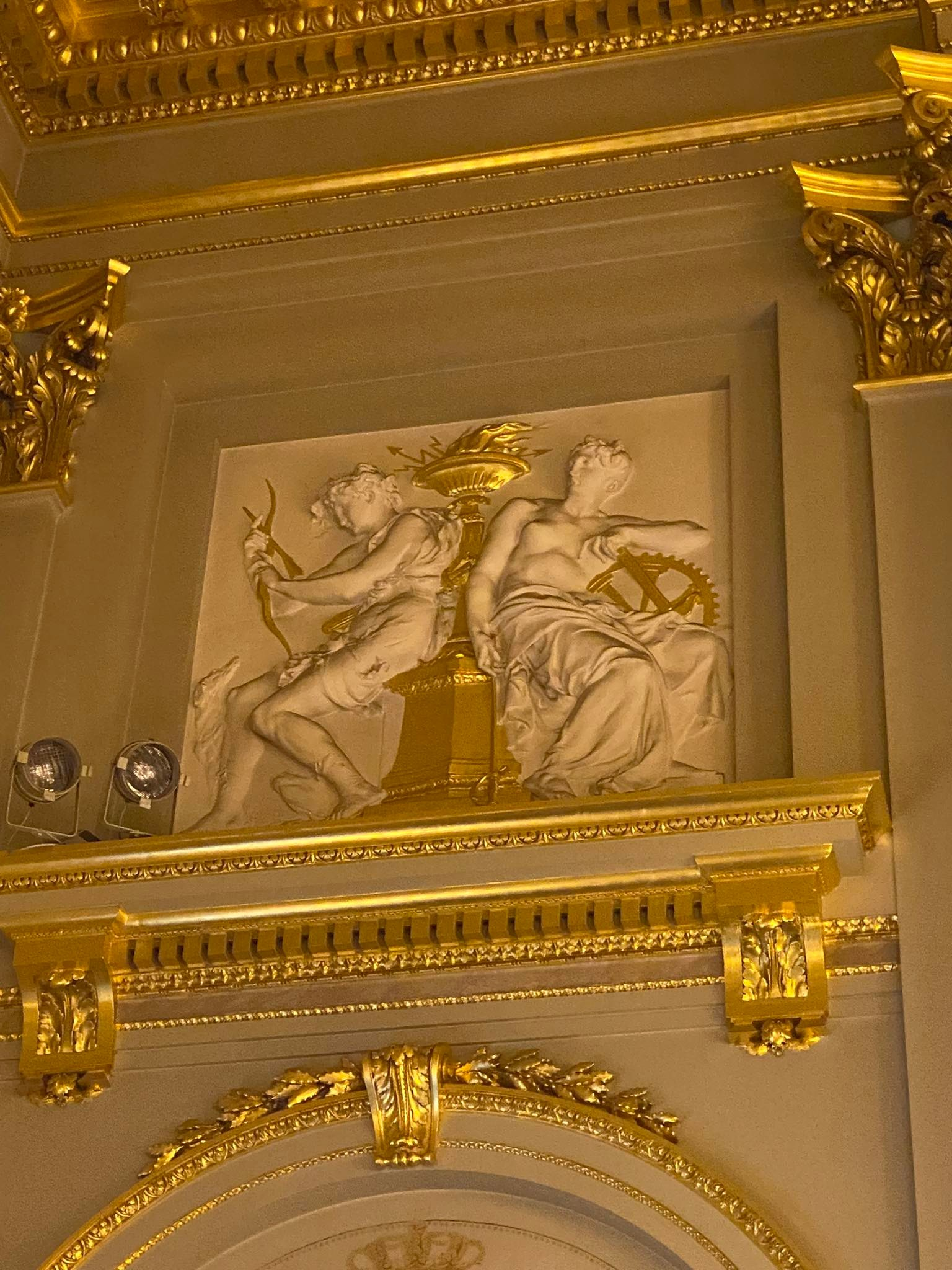
Luxembourg (chasse) et Liège (industrie lourde).
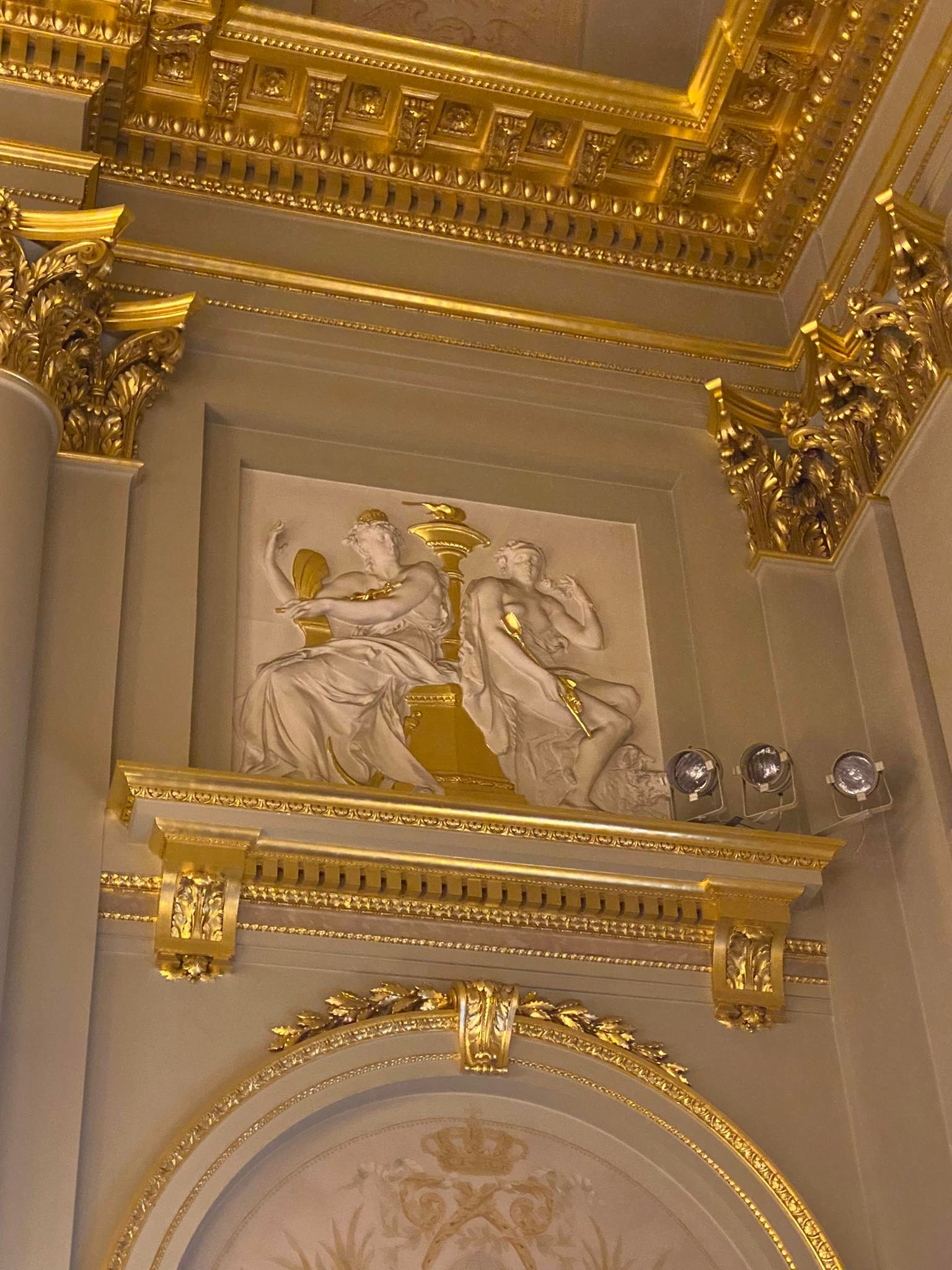
Anvers (commerce maritime) et Limbourg (élevage).
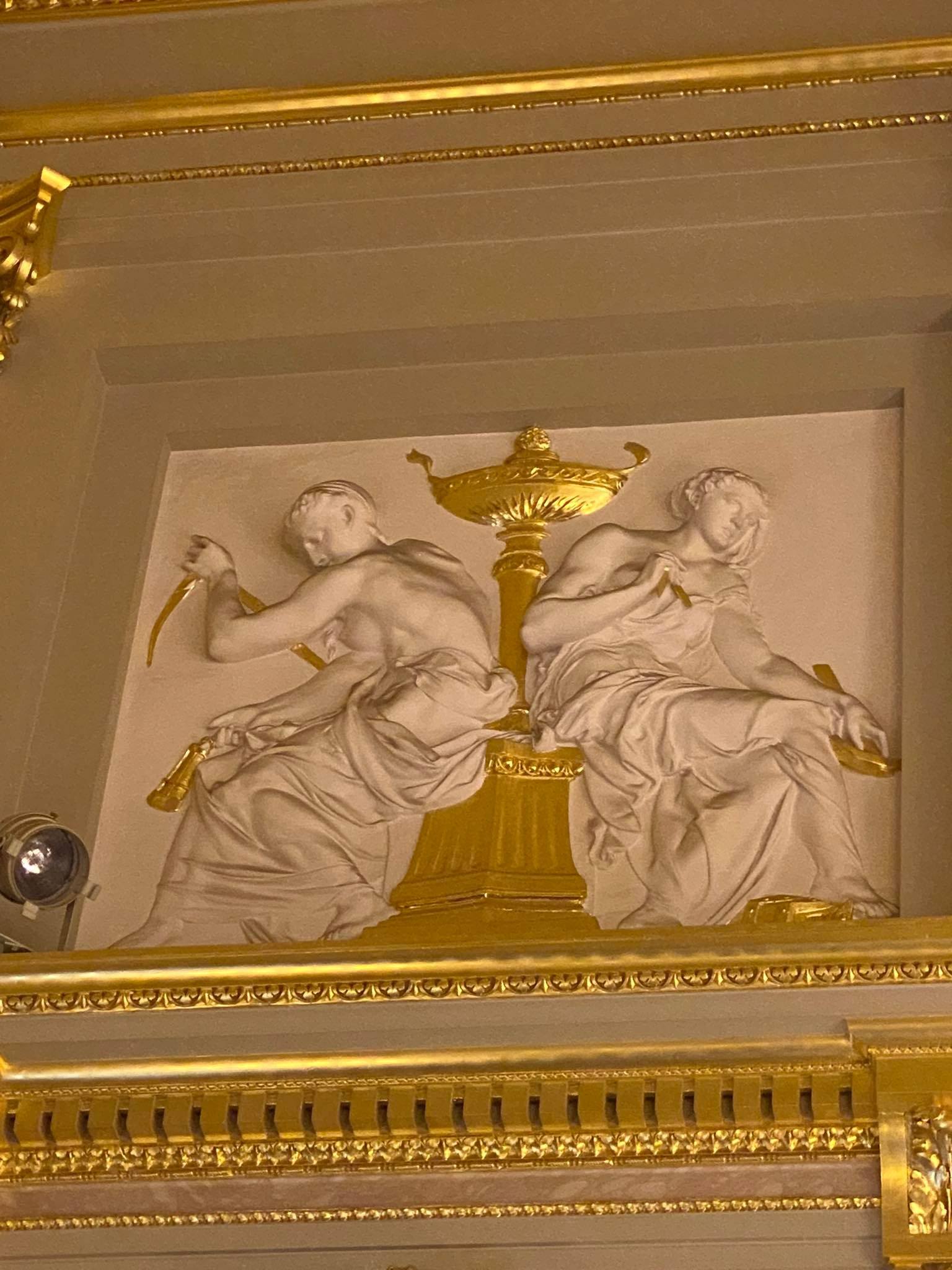
Hainaut (industrie minière) et Namur (travail de la pierre).
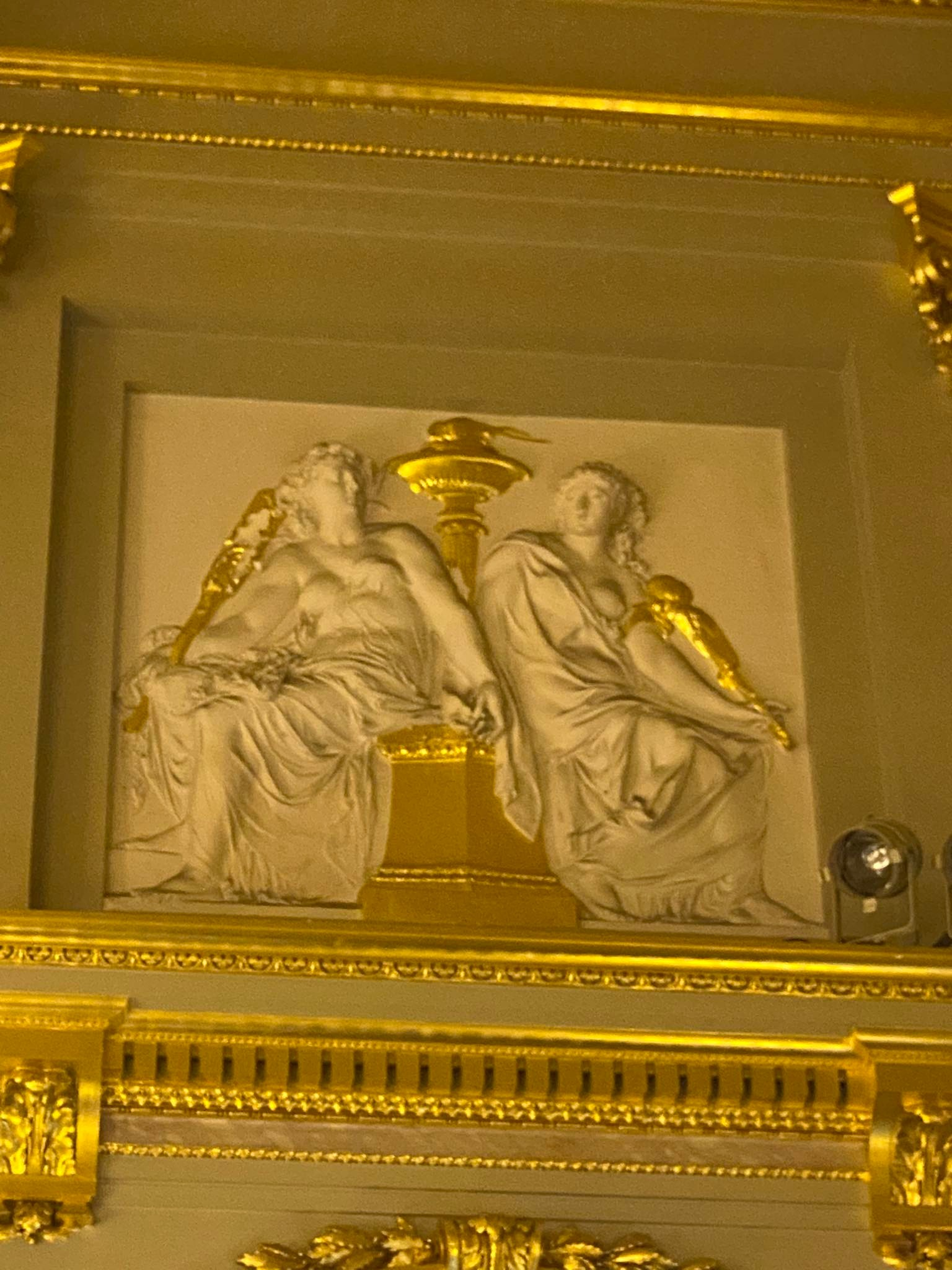
Flandre-Orientale (pêche) et Flandre-Occidentale (textile).

Cette salle a vu se dérouler de nombreux événements historiques comme l'abdication de Léopold III en 1951, celle d'Albert II en 2013 ou le mariage civil du roi Baudouin et de Fabiola de Mora y Aragón en 1960. C'est aussi ici que se déroule la réception des corps constitués lors des fêtes de Noël et du Nouvel An, la remise du prix international Roi Baudouin pour le développement et celle du prix triennal de littérature flamande.

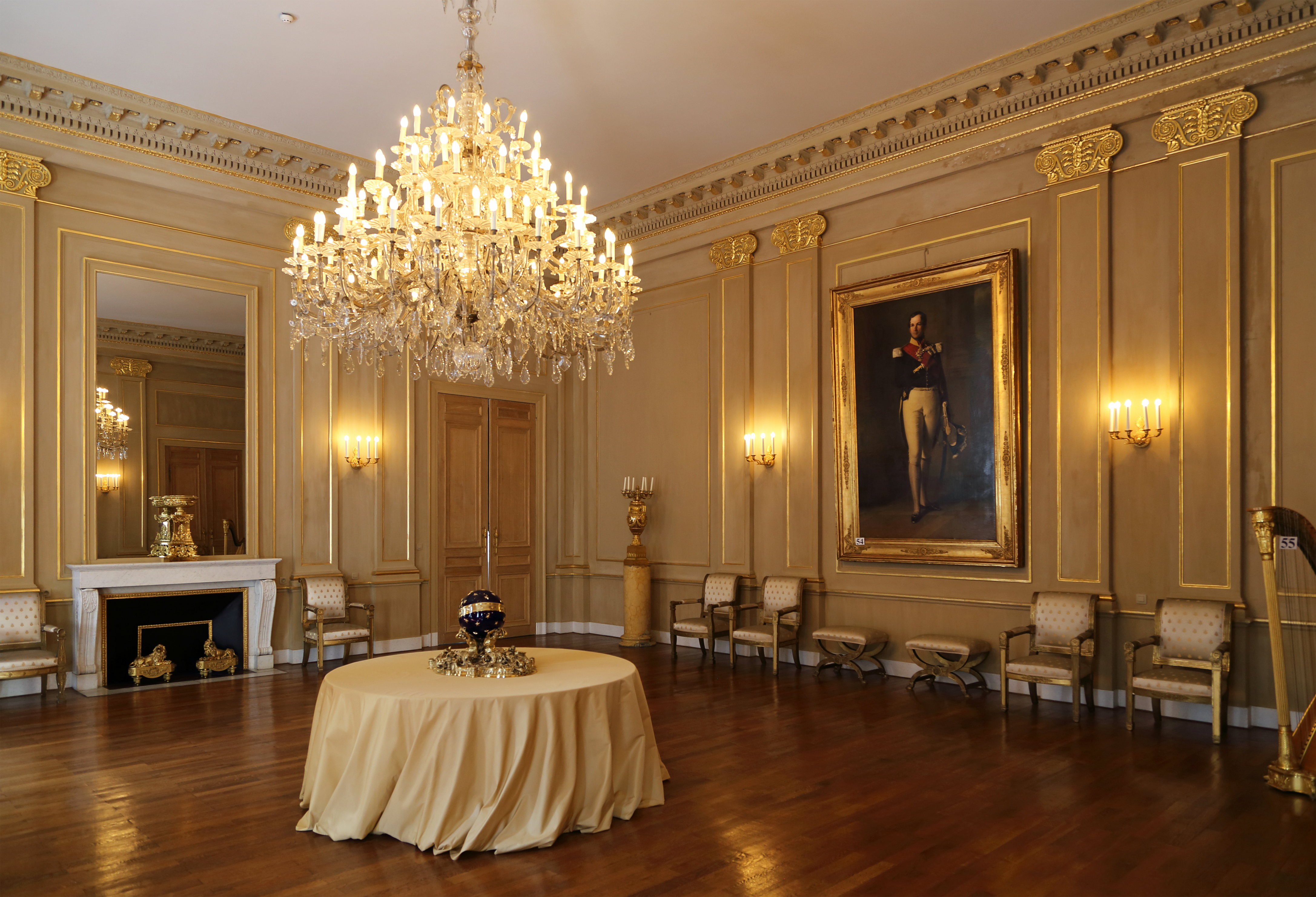
Le Salon aux pilastres.

### Salon aux pilastres
Originellement une antichambre, cette salle est ensuite devenue un espace de réception pour les grandes familles nobles du royaume. Connue sous le nom de « salon bleu » (la couleur faisant évidemment référence à l'expression de« sang bleu »), la pièce était alors pleine de tableaux et comprenait une table dressée avec le fameux service « aux oiseaux de Buffon » commandé à Frédéric Théodore Faber. Même si ce privilège nobiliaire a disparu au cours du règne de Baudouin, l'expression de "Princes et Ducs du Salon Bleu" a survécu dans les documents réglant les préséances.
À l'occasion de l'ASEM de 2010, la reine Paola demanda au décorateur Axel Vervoordt de rénover la salle. On la modifia ainsi complètement, allant jusqu'à repeindre les murs dans la couleur ocre qu'ils avaient à l'époque hollandaise (d'où le changement de nom pour cette pièce). Elle abrite aujourd'hui un portrait de Léopold Ier peint en 1846 par Winterhalter, des fauteuils ayant appartenu à Napoléon au château de Laeken ainsi qu'une harpe et un pupitre de la reine Louise.

### Salle Empire

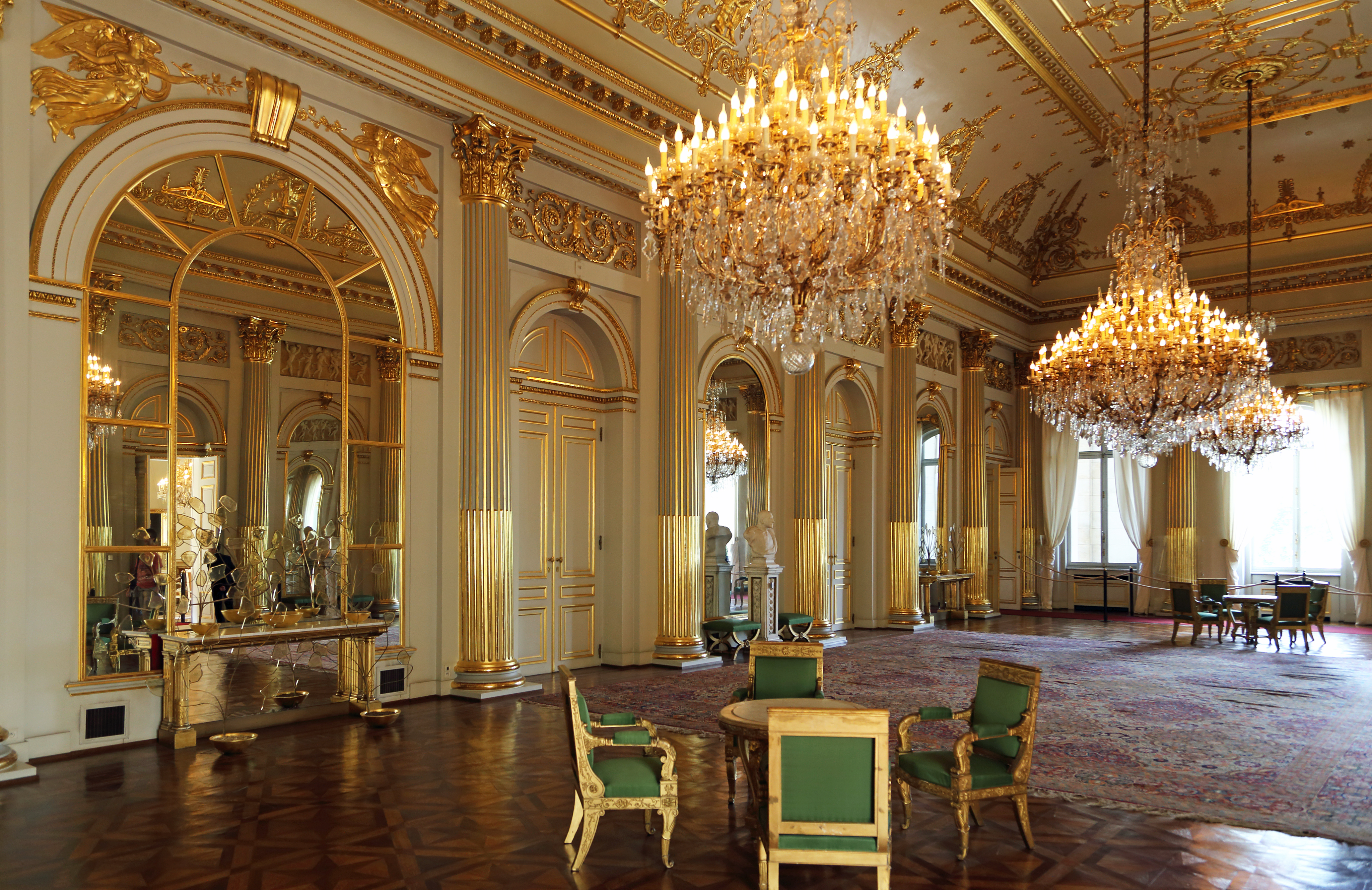
La salle Empire.

Vestige de l'ancien Hôtel Belgiojoso rénové sous Guillaume Ier pour en faire une salle de bal, la décoration porte encore des traces de l'époque autrichienne comme les putti dansant au-dessus des portes. C'est dans cette salle que le premier consul Bonaparte reçut avec son épouse Joséphine les autorités de la ville de Bruxelles en 1803.
Au sol, la salle abrite un immense tapis de Kerman offert par le Chah Mozaffareddine Chah à Léopold II en 1900 et qui rappelle ce cadeau dans une inscription en persan. Sur les deux cheminées centrales, on peut aussi admirer des buste de Léopold Ier et de son fils, le comte Philippe de Flandre.
la Salle Empire a abrité, entre autres, le mariage civil du prince Albert de Liège avec Paola Ruffo di Calabria en 1959 et la signature de la Sixième Réforme de l'État en 2014. Elle contient aussi une œuvre de Patrick Corillon s'intitulant Les fleurs du Palais royal. 

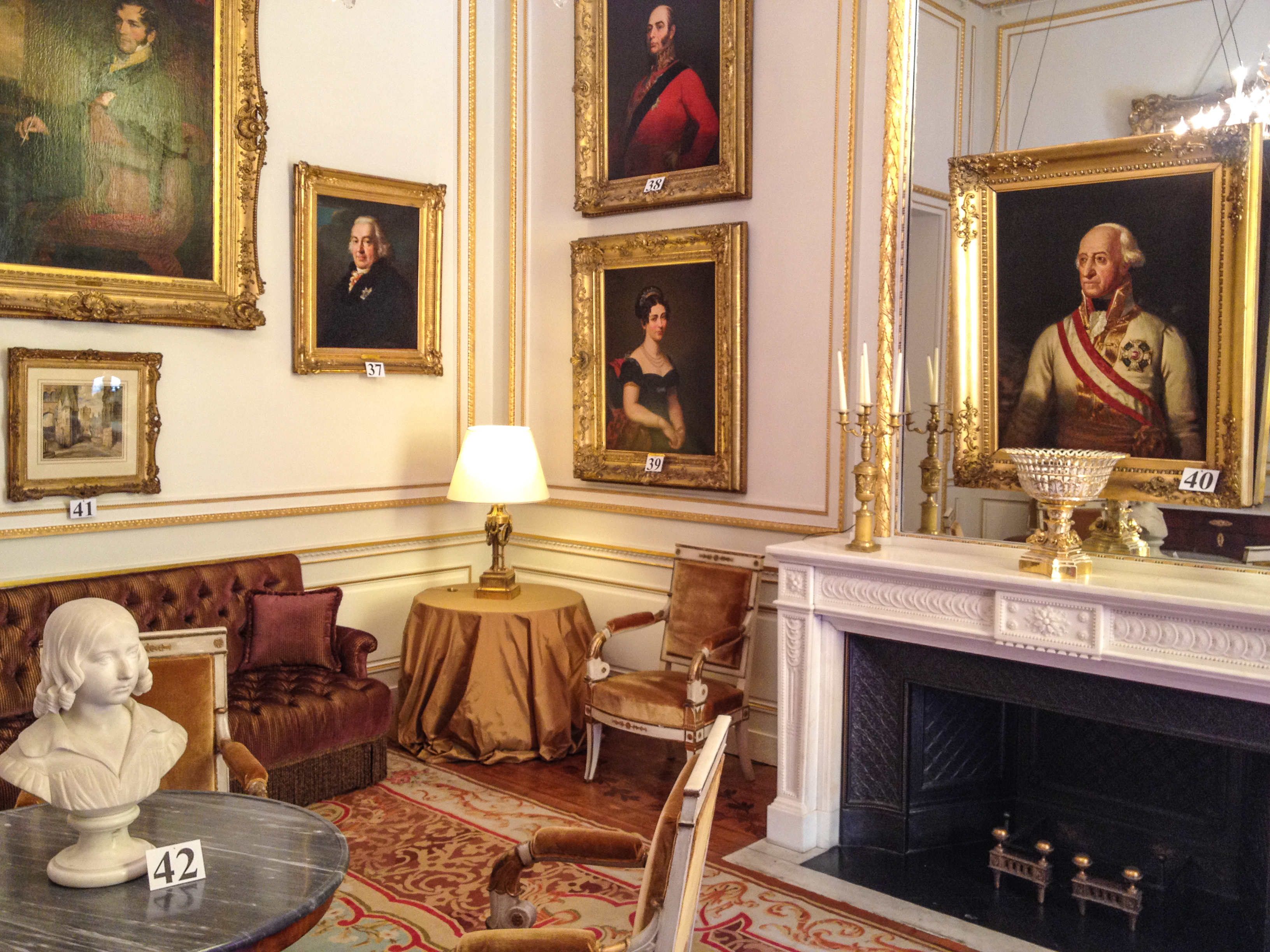
Le salon Cobourg.

### Salon Cobourg
Cette salle tient son nom de l'ensemble de portraits qui représentent un grand nombre de parents du roi Léopold Ier par différents artistes. On y trouve ainsi : le roi lui-même, alors qu'il n'était encore que prince de Saxe-Cobourg-Saalfeld (le nom de Saxe-Cobourg-Gotha ne viendrai qu'après l'acquisition du duché éponyme par son frère Ernest) ; son père le duc François de Saxe-Cobourg-Saalfeld ; sa mère la comtesse Augusta d'Ebersdorf ; sa sœur Victoire et son beau-frère le duc de Kent (parents de la reine Victoria) ; son grand-oncle le prince Frédéric Josias de Saxe-Cobourg-Saalfeld (generalfeldmarschall de l'armée autrichienne) ; son épouse la reine Louise ainsi qu'un buste du futur Léopold II par Guillaume Geefs.

### Salon Goya
Initialement une salle de billard, le salon abrite depuis 1905 trois tapisseries tissées à la Fabrique royale de Santa Bárbara d'après des dessins de Francisco de Goya : La danse, Le petit aveugle et La Porteuse d'eau. Ces tapisseries ont été offertes par Isabelle II au roi Léopold Ier.

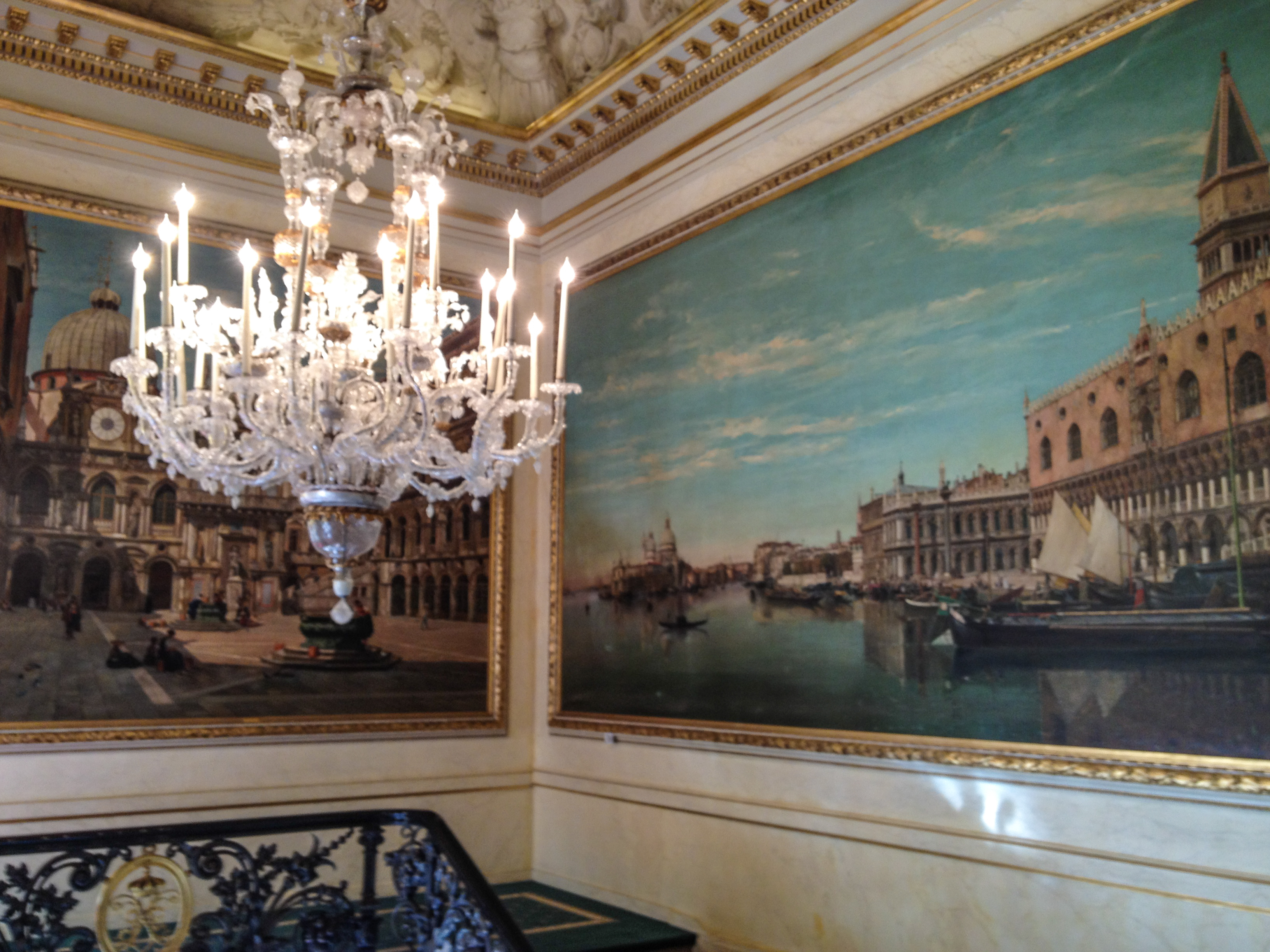
L'escalier de Venise.

### Escalier de Venise
Construit par Alphonse Balat entre 1868 et 1872, l'escalier doit évidemment son nom aux grandes huiles sur toiles représentant différentes vues de Venise. Peintes par Jean-Baptiste Van Moer en 1867 (alors que le peintre usait de son Prix de Rome pour visiter l'Italie), elles représentent la place Saint-Marc, le Grand Canal et la cour intérieur du palais des Doges. D'autres toiles, représentant la Piazetta et la Porta della Carta ont été plus tard commandées par Léopold II à l'artiste et installées dans un petit couloir annexe.

## Fonctions
Contrairement à la plupart des résidences royales européennes, le palais de Bruxelles n'est aujourd'hui plus la véritable résidence des rois des Belges qui préfèrent vivre au château de Laeken. C'est sous Léopold III que le palais n'est véritablement devenu qu'un lieu de travail, abritant le bureau du roi ainsi que les services de sa Maison. C'était aussi au palais que se déroulait les Conseils des ministres, alors souvent présidés par le roi. Léopold III étant réticent à jouer le jeu du régime parlementaire de l'époque, il ne convoqua plus que rarement ces réunions qui s'effectuèrent dès lors ailleurs.
Même s'il ne s'agit plus de la résidence privée des souverains, le palais a continué à abriter les membres de la famille royale et à voir se dérouler des événements importants pour eux. Un seul roi y est né (Léopold II, le 9 avril 1835), aucun n'y est mort, mais de nombreux mariages s'y sont déroulés : on notera, parmi tant d'autres, celui du futur Léopold II avec Marie-Henriette de Habsbourg-Lorraine, celui de la princesse Charlotte avec l'archiduc Maximilien, celui du prince Albert de Liège avec Paola Ruffo di Calabria, celui du roi Baudouin avec Fabiola de Mora y Aragón ou encore celui du prince Philippe avec Mathilde d'Udekem d'Acoz.

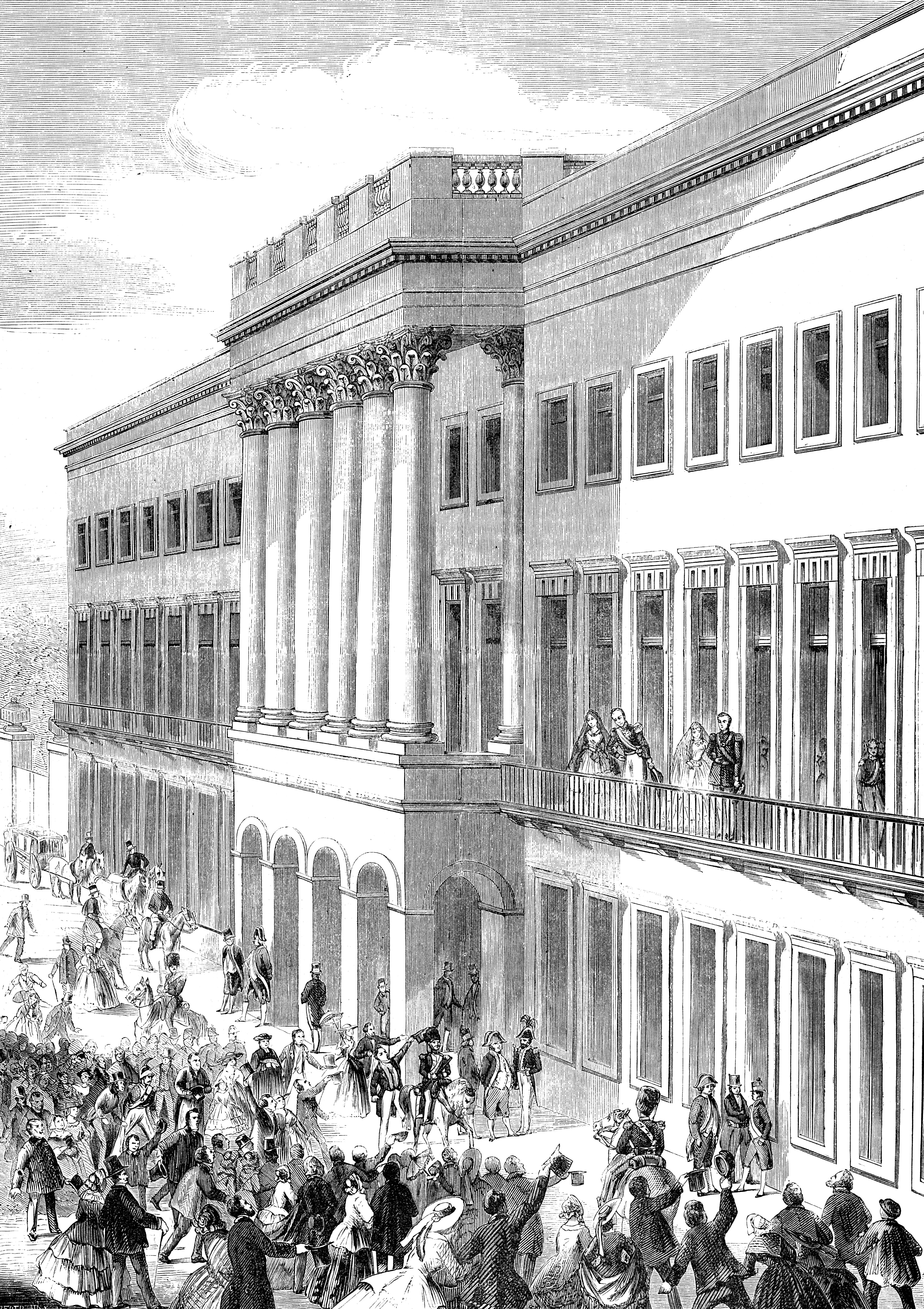
Mariage de la princesse Charlotte avec l'archiduc Maximilien en 1857.
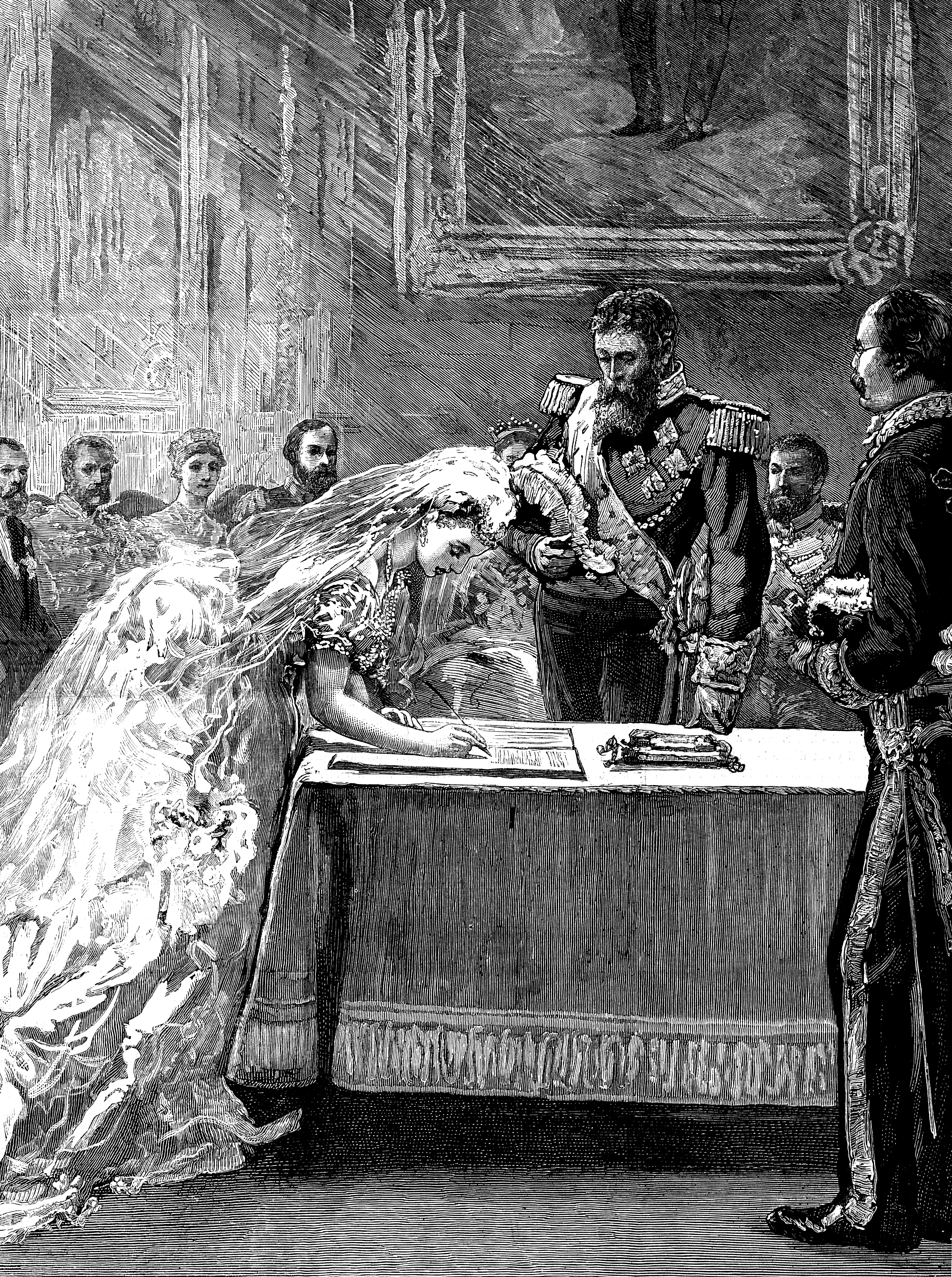
Mariage de la princesse Louise avec Philippe de Saxe-Cobourg-Gotha en 1875.
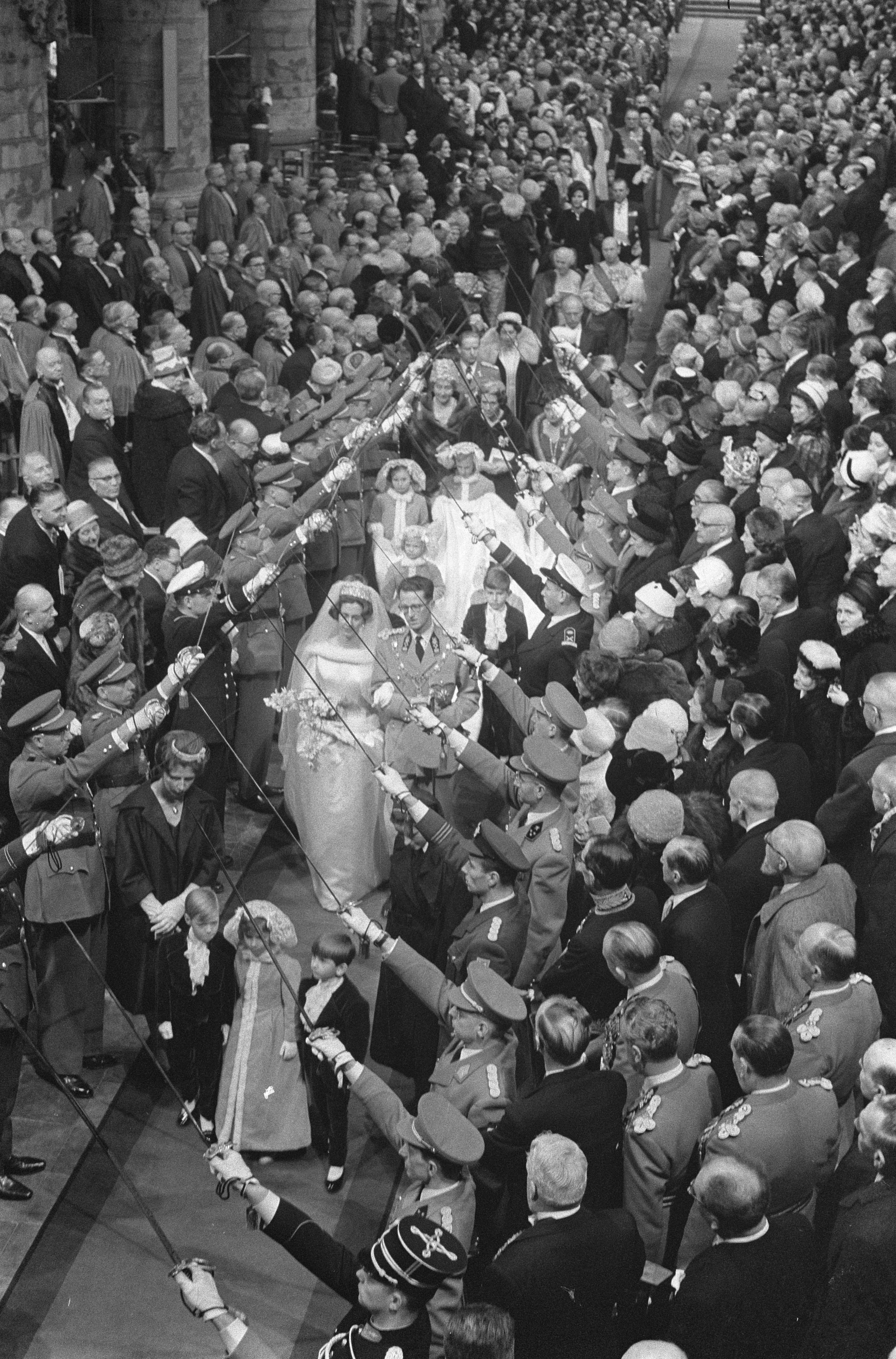
Mariage du roi Baudouin et de Fabiola de Mora y Aragón en 1960.

Le palais joue aussi un grand rôle dans la réceptions de personnalités internationales. Actuellement, les très nombreux ambassadeurs accrédités en Belgique sont reçus par le roi dans la salle des Glaces. 

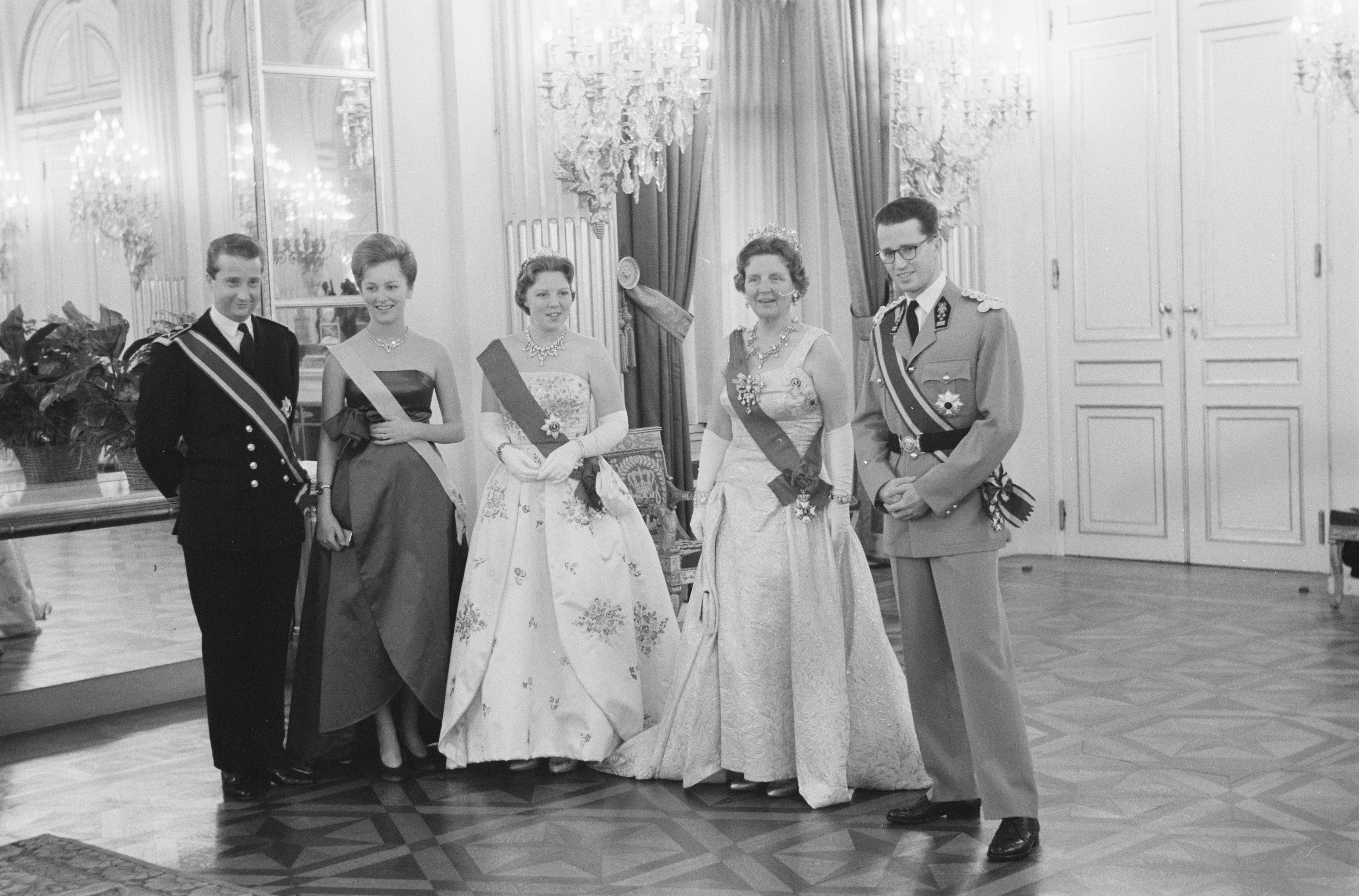
Visite de la reine Juliana des Pays-Bas et de la princesse héritière Beatrix en 1960.
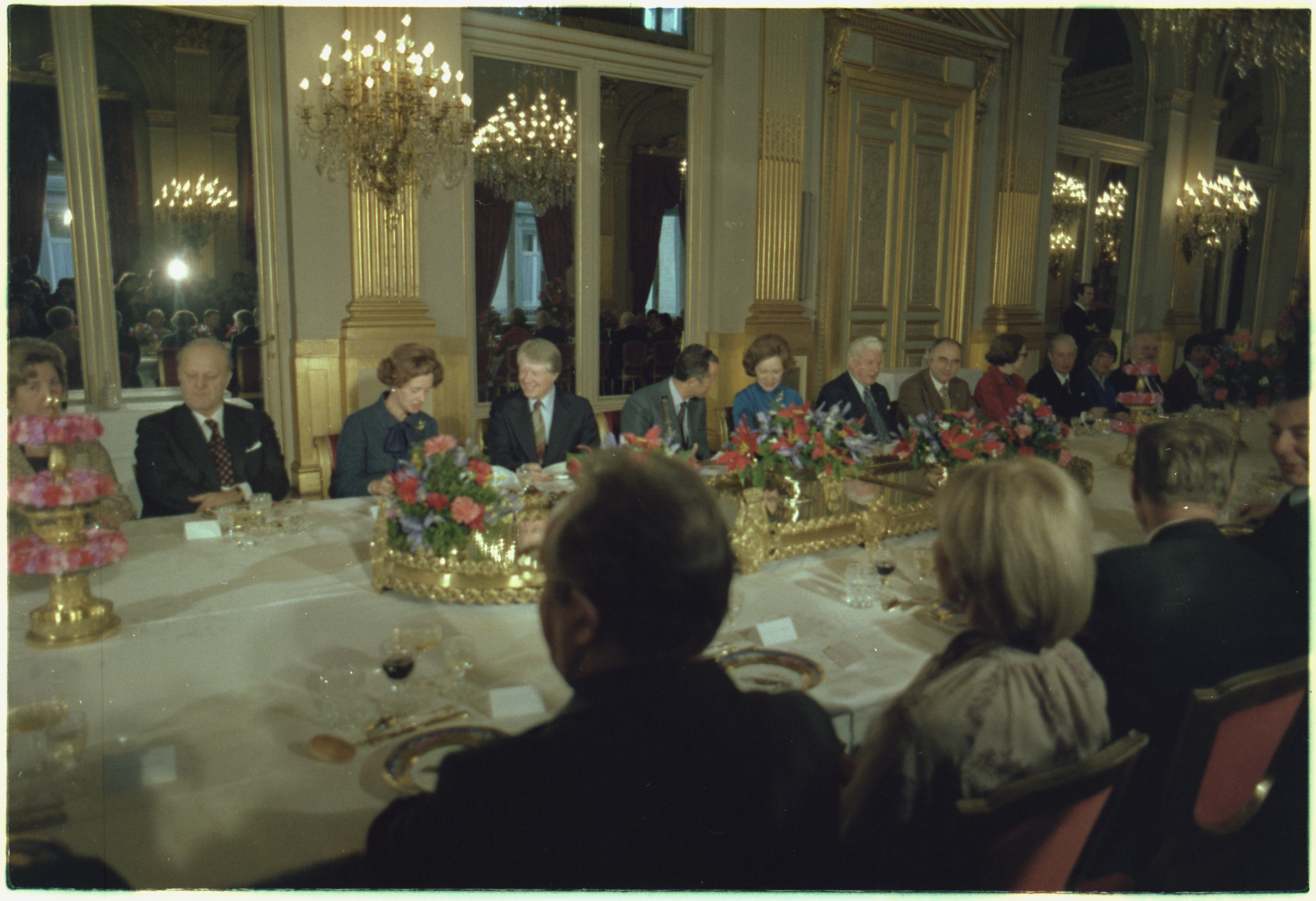
Le président américain Jimmy Carter invité à déjeuner en 1978.
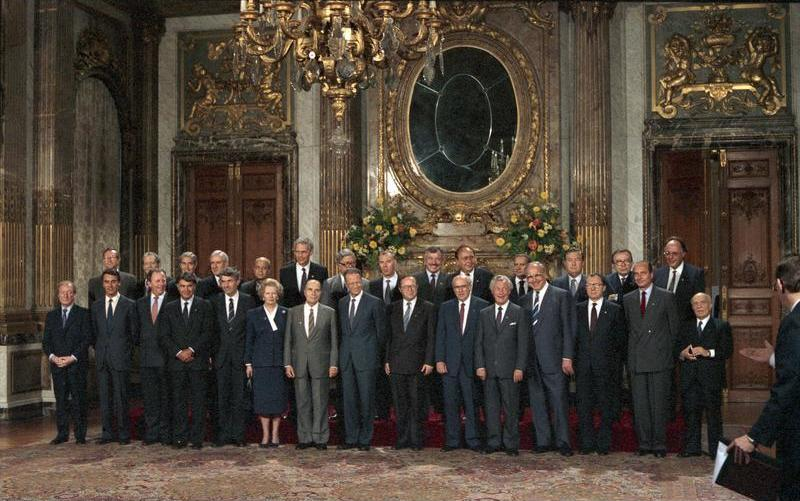
Réunion du Conseil européen en 1987.
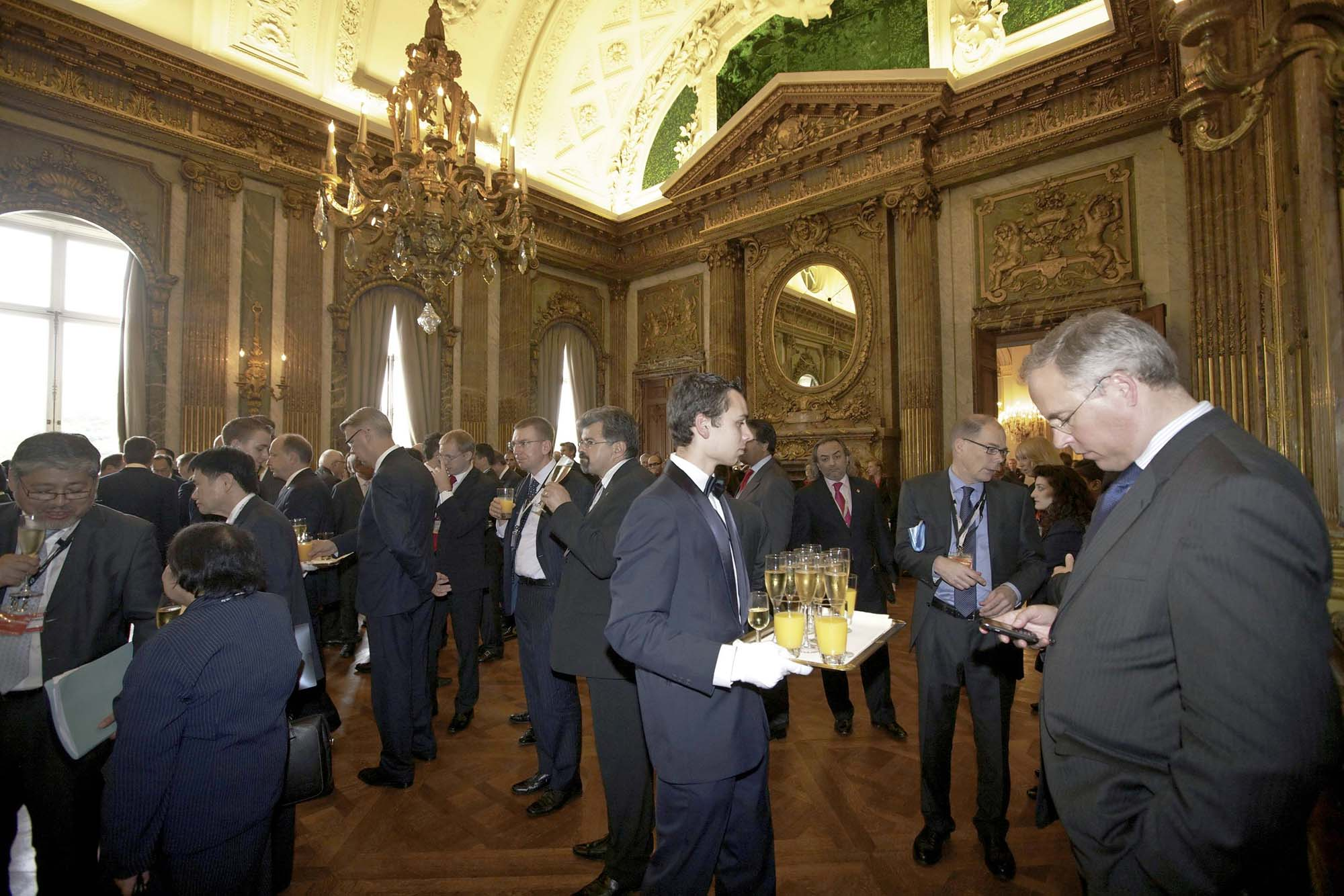
La Salle des glaces lors de l'ASEM de 2010.
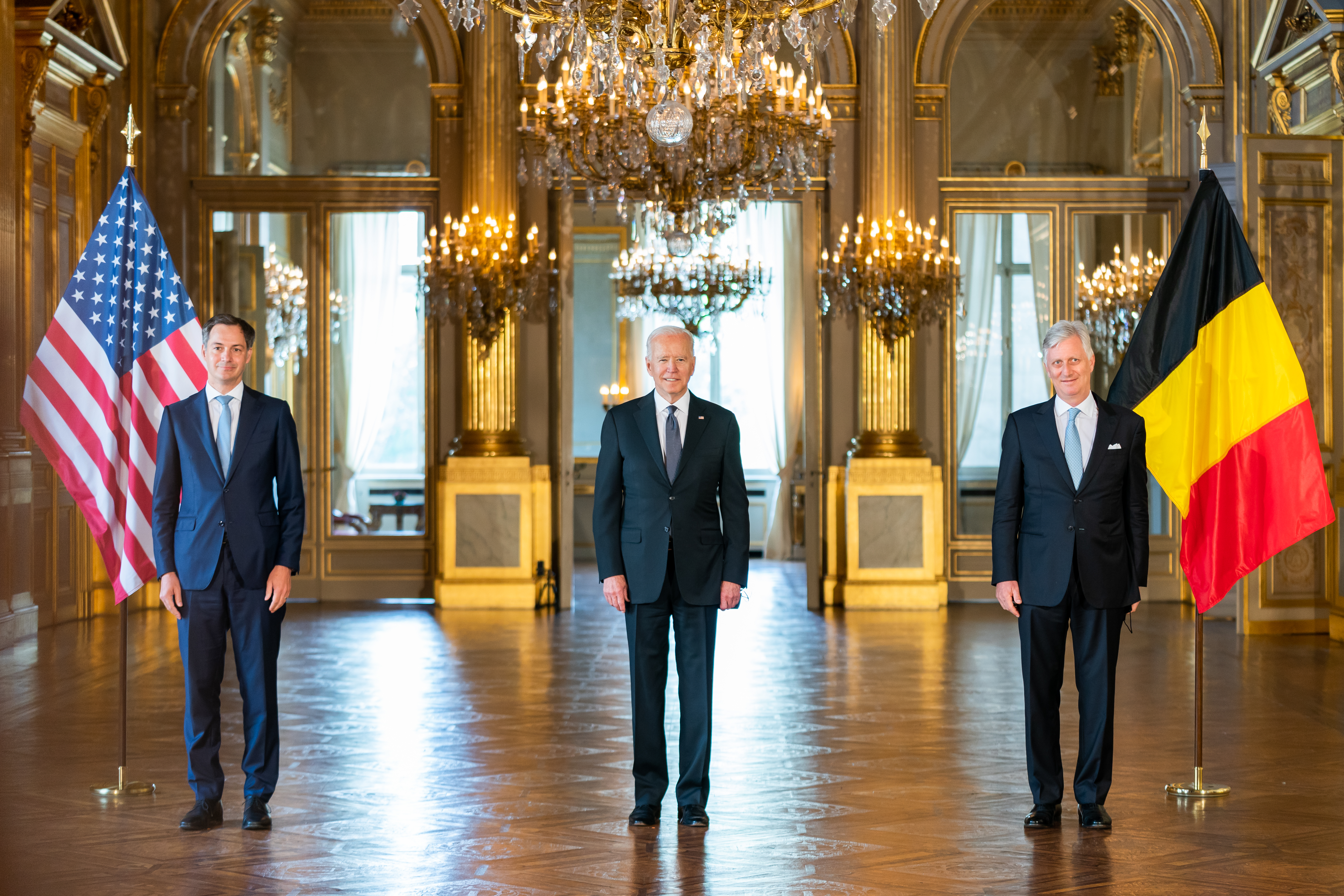
Réception du président américain Joe Biden en 2021.

Le palais peut aussi servir des fonctions plus spécifiques : ainsi, durant la première Guerre mondiale et à l'initiative de la reine Élisabeth, il devint un hôpital militaire de la Croix-Rouge.

## Lieu de tournage
Plusieurs séquences ont été tournées au palais dans le cadre d'un documentaire consacré à la reine Élisabeth en Bavière, intitulé Élisabeth, la drôle de Reine de Belgique, diffusé dans le cadre de l'émission Secrets d'Histoire.

## Visite
Depuis 1965, il est possible de visiter le palais entre le 21 juillet (jour de fête nationale et date de départ en vacances de la famille royale) et la fin du mois d'août. Les visites sont gratuites mais doivent être réservées. Des expositions temporaires sont parfois intégrées dans les salons d'apparat pour l'occasion.

## Accessibilité
| ___ | Ce site est desservi par les stations de métro : Parc, Trône et Gare Centrale. |

## Galerie

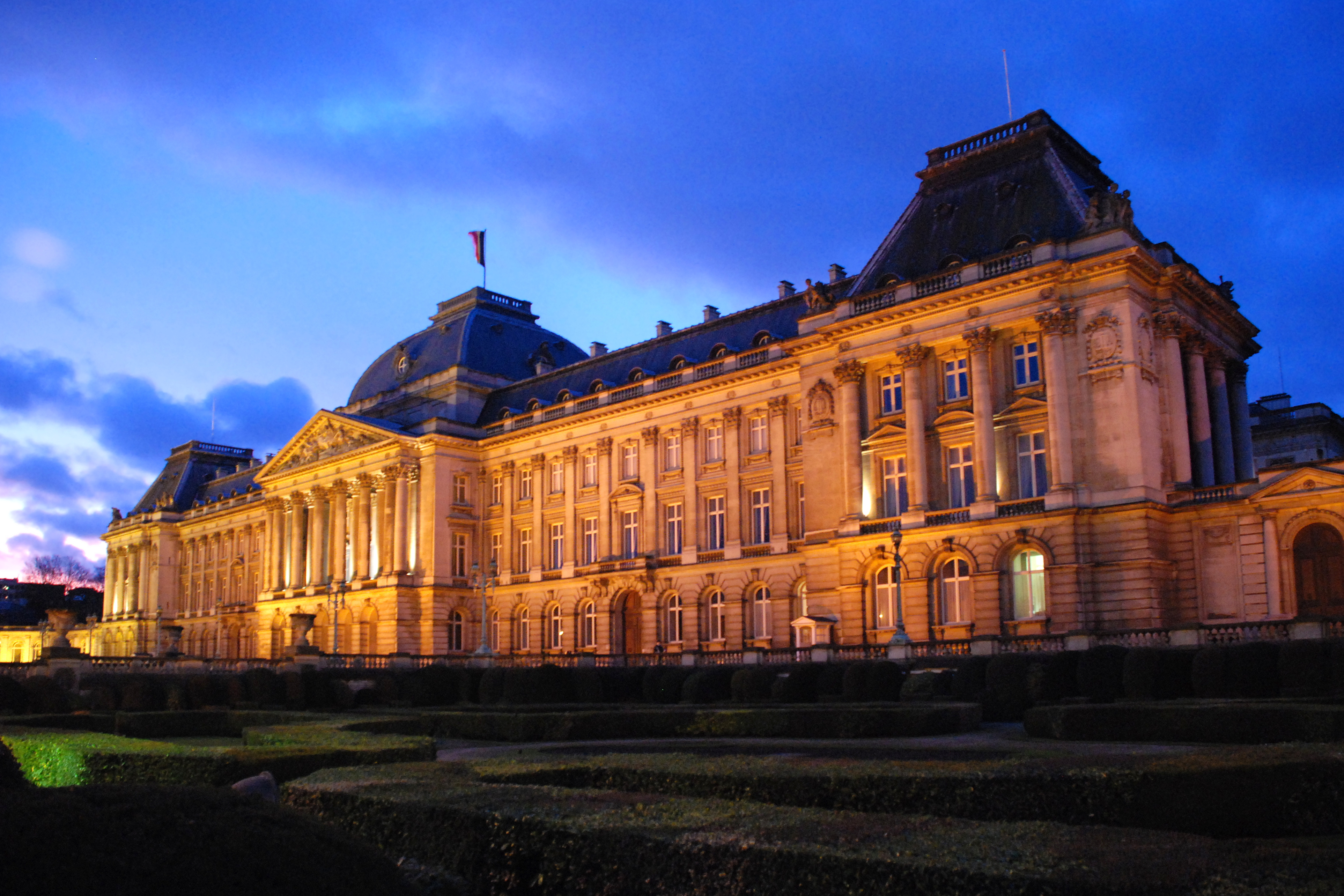
Vue sur le palais de nuit.
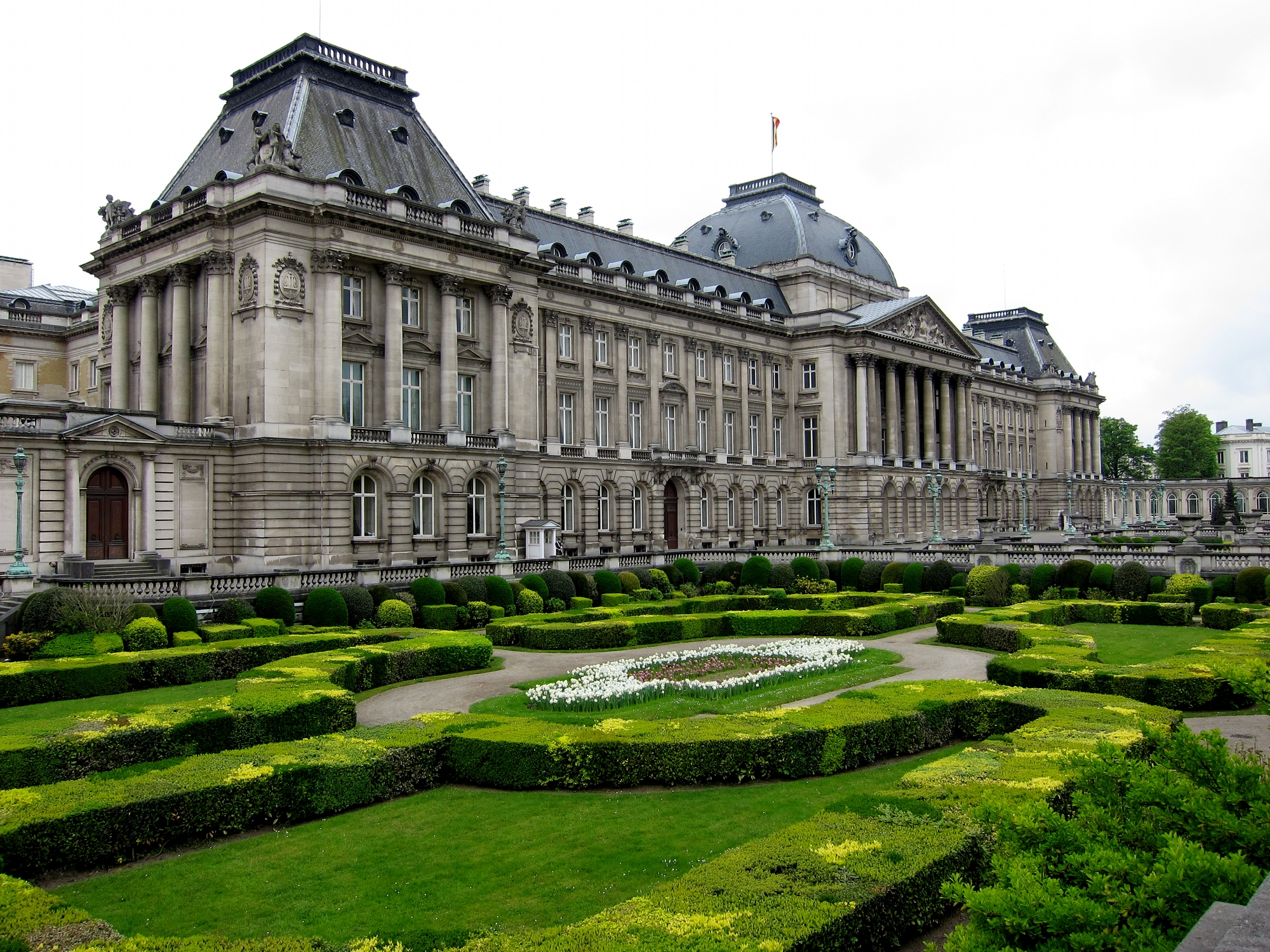
Vue sur les jardins.
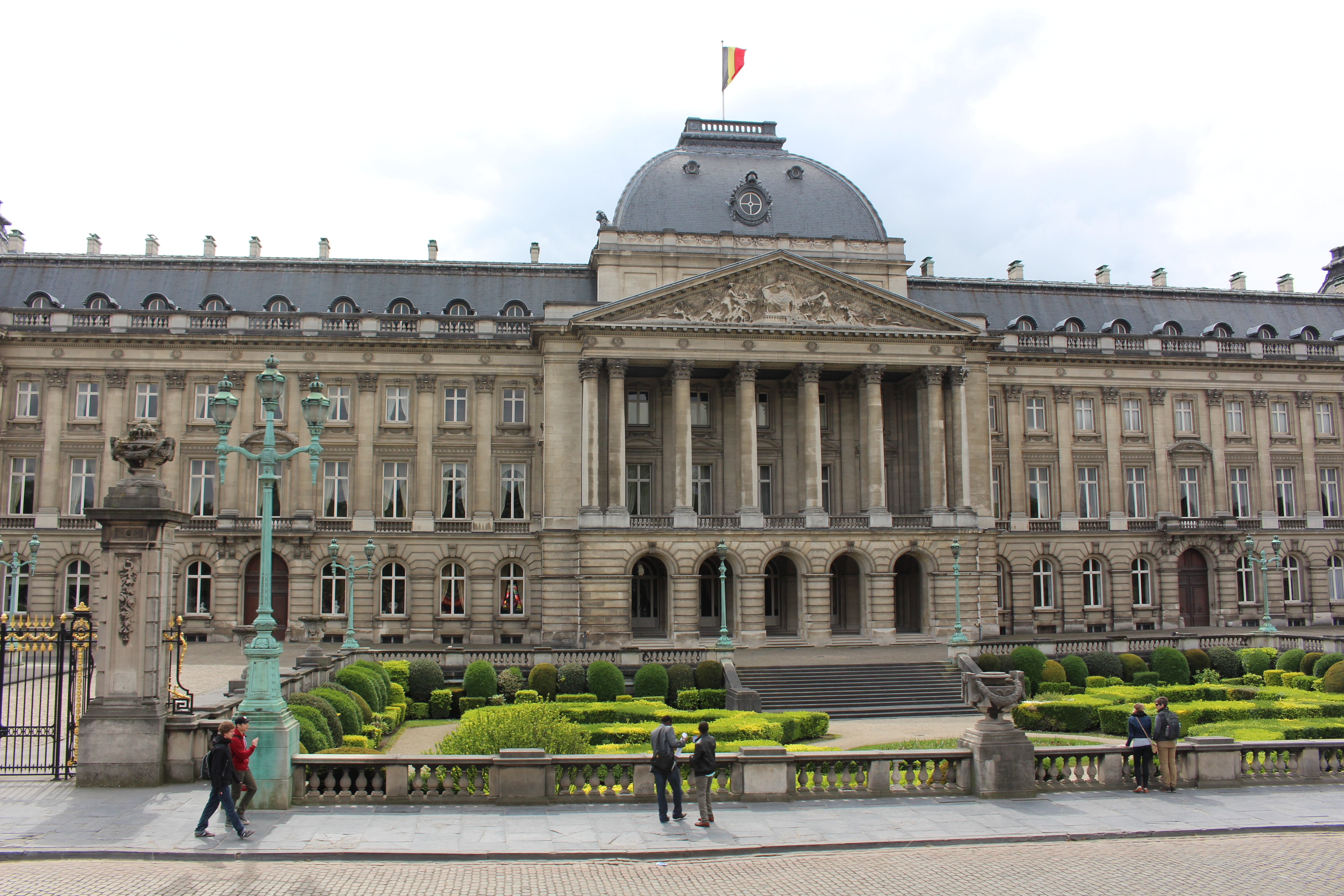
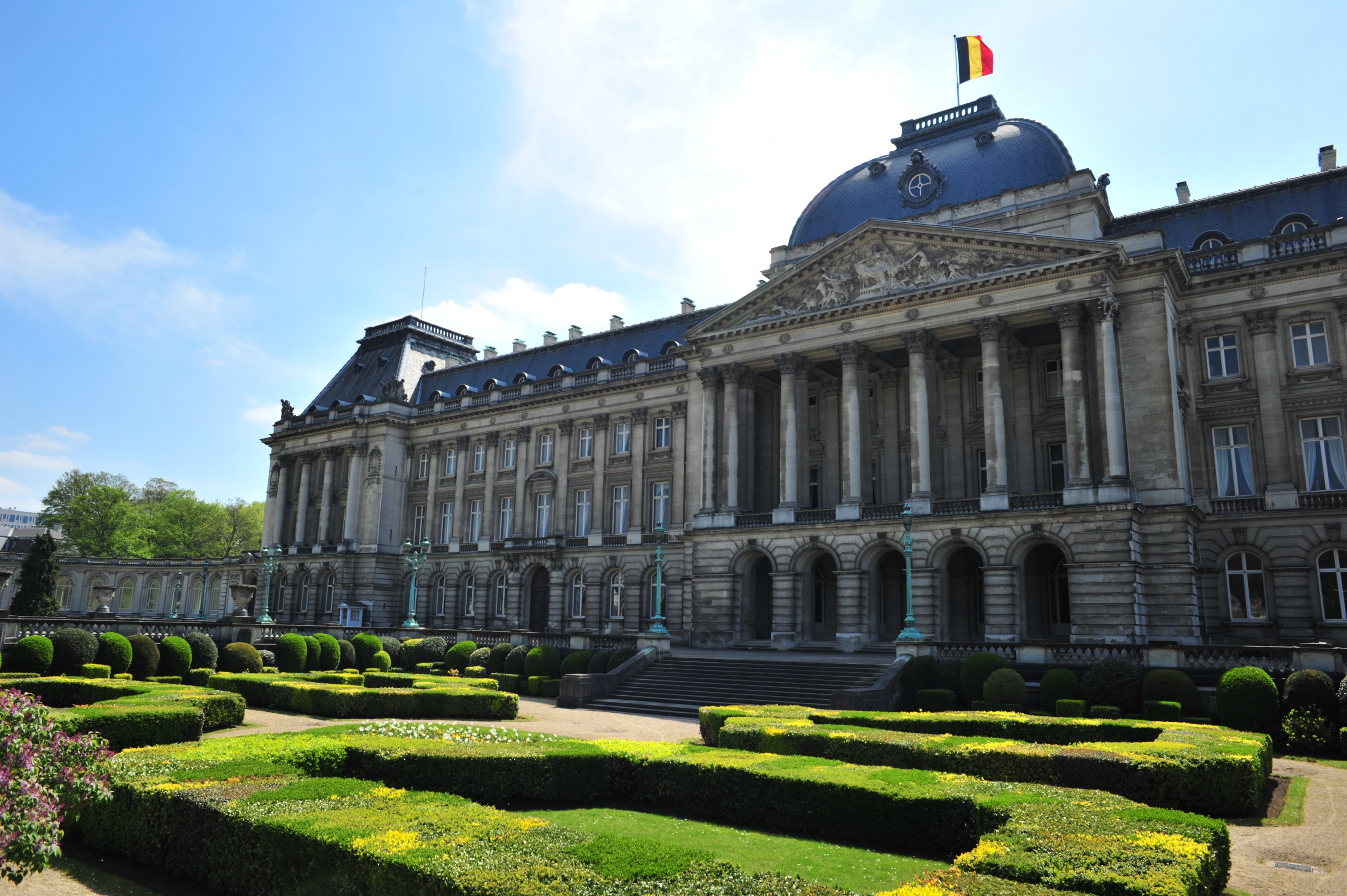
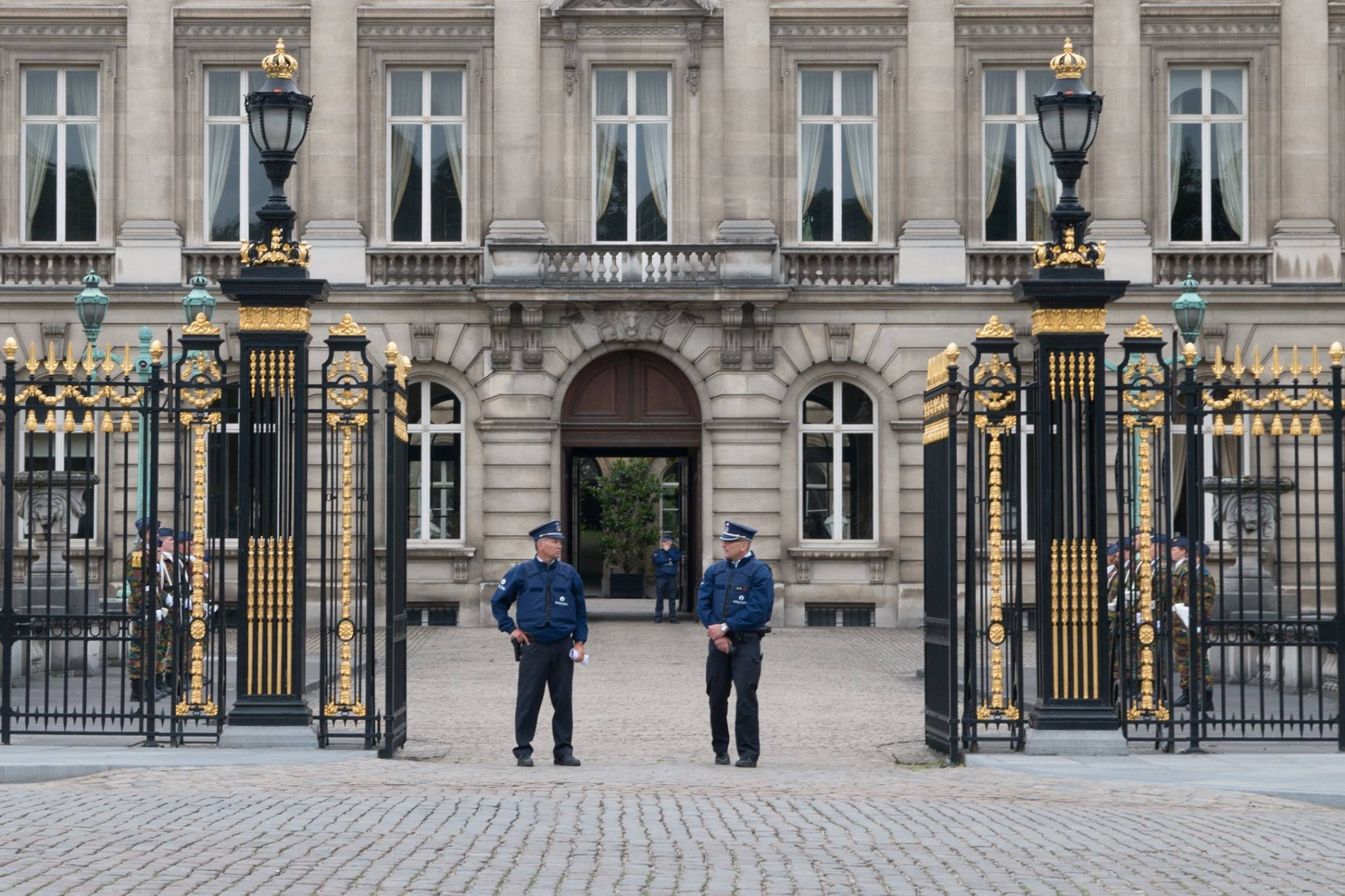
Vue sur la grille d'entrée.
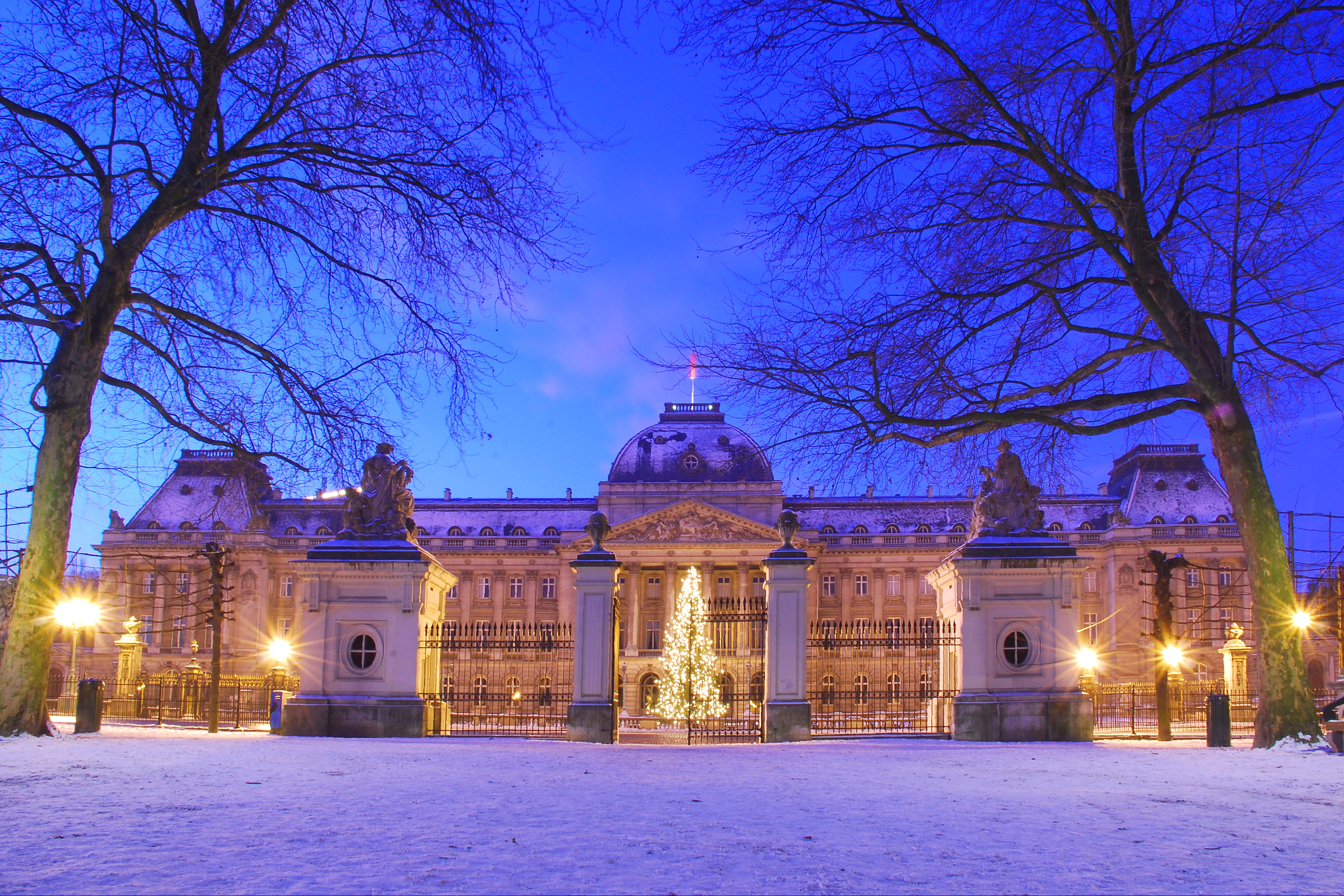
Vue sur le palais en hiver.
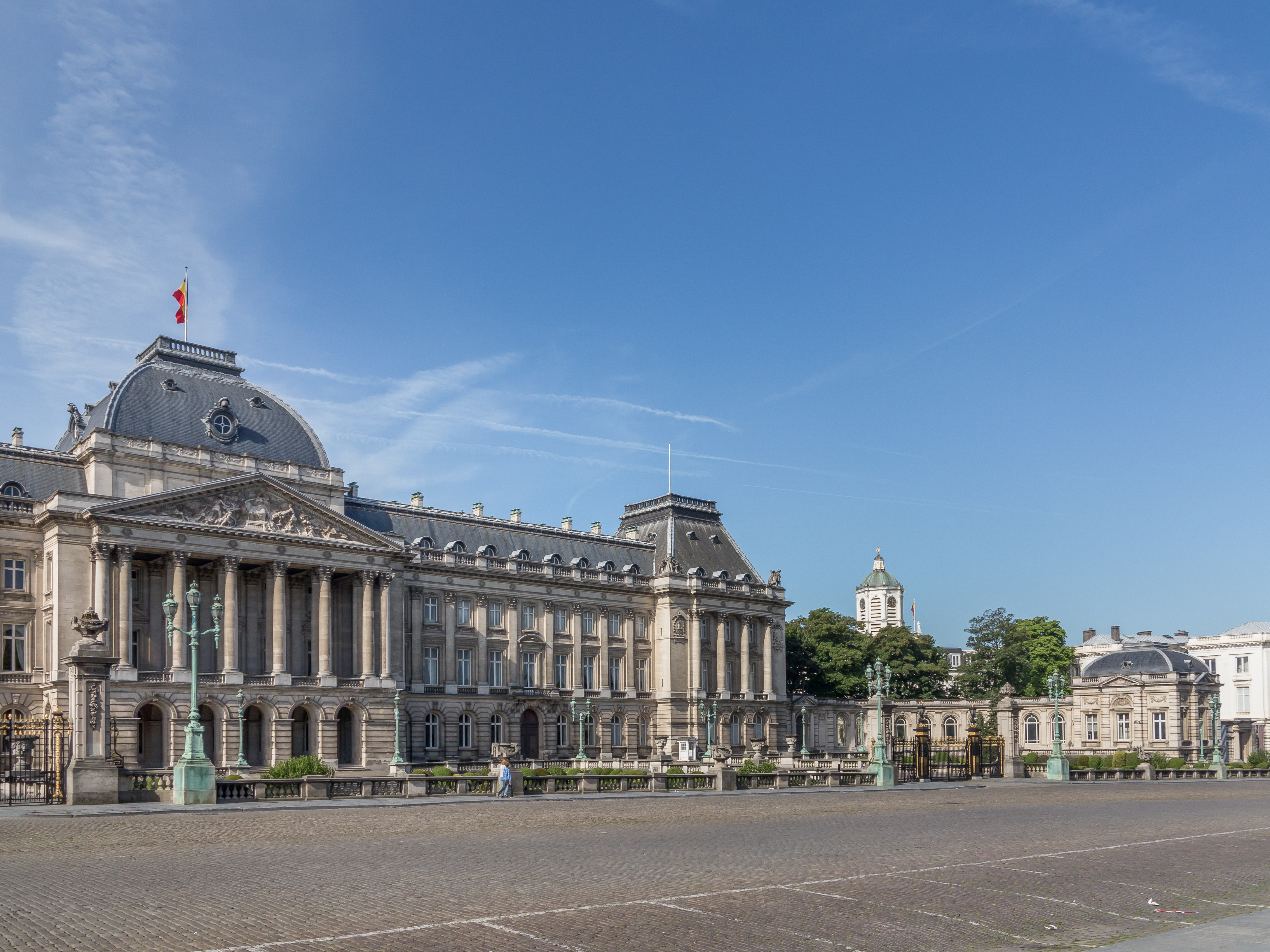
Vue sur la place des Palais et sur le clocher de la cathédrale Saint-Jacques-sur-Coudenberg.